# 横須賀市
横須賀市（よこすかし）は、神奈川県南東部の三浦半島に位置する市。中核市に指定されている。

## 概要

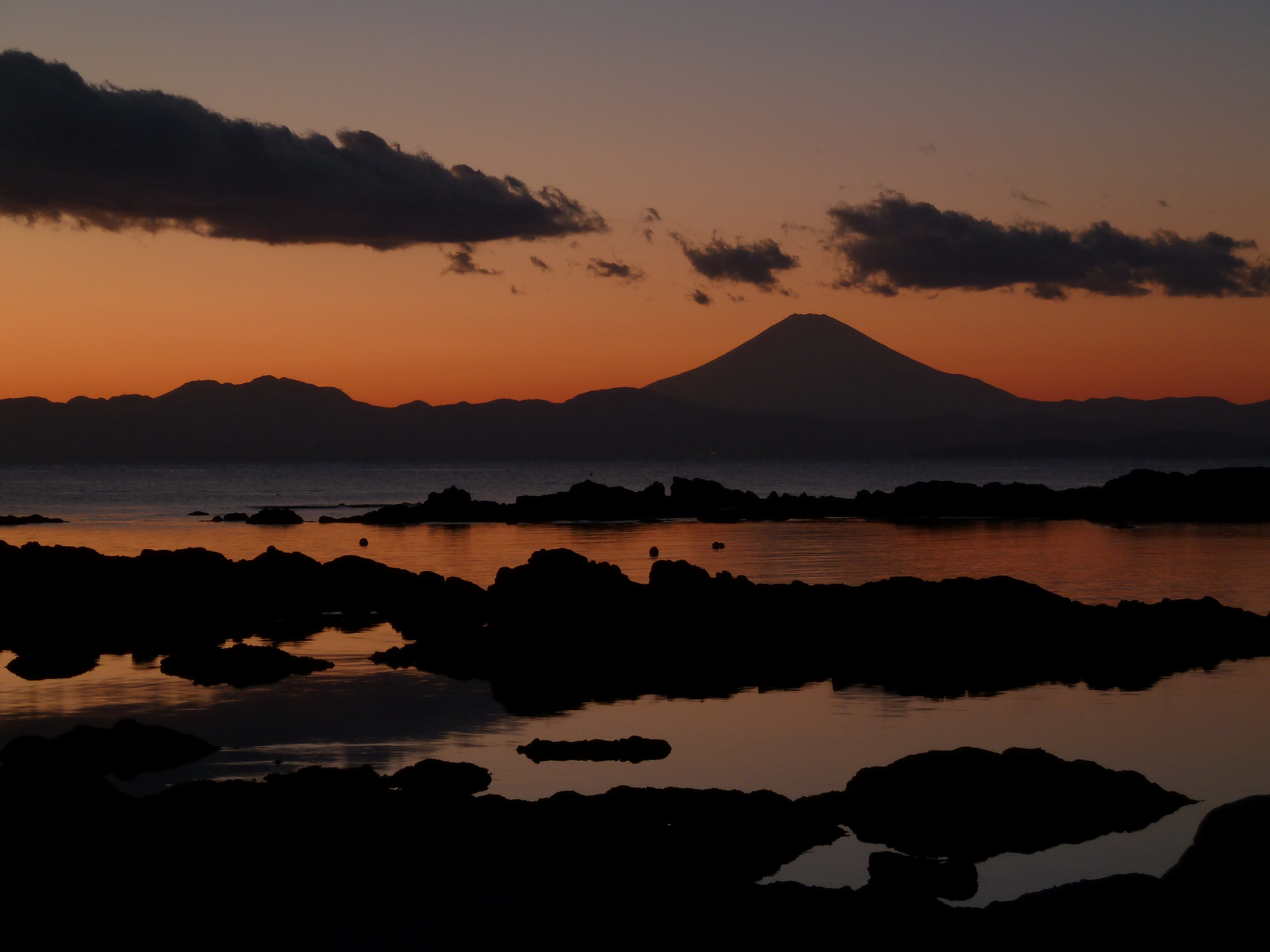
長井から相模湾越しに望む箱根山と富士山

神奈川県南東部に位置する三浦半島の北半分を占め、市域の東側は東京湾（浦賀水道）、西側は相模湾に面する。東京湾唯一の自然島である猿島も行政区域に含まれる。行政区域内標高の最高点は大楠山の標高242mであり三浦半島の最高峰となっている。それほど標高が高い山はないが、中央部は山間部や急峻な丘陵部（三浦丘陵）が中心で平地は少ない。そのために古くから海岸線の埋め立てが行われており、現在の中心市街地（京急の横須賀中央駅周辺）も大部分が埋立地にある。また、海岸沿いまで山が迫る地形のためトンネルが多いのも特徴で、神奈川県にある道路・鉄道トンネルのおよそ半数が市内に集中している。直下には三浦半島断層群が所在している。
三浦半島の中心都市である。市内の行政・経済的都市機能が集中する東京湾岸には大工場や住宅群がひしめきあうが、相模湾岸には自然が多く残され農業も盛んである。市内中心部から東京都心までは京急本線で約1時間の距離で、JR横須賀線では約1時間10分かかる。また、横浜横須賀道路などの地域高規格道路が整備されており、平日朝の通勤時間帯では、羽田空港まで約1時間、東京都心へは1時間15分程度の所要時間となっている。
東京湾の入口に位置するために江戸時代から国防の拠点とされ、戦前には大日本帝国海軍横須賀鎮守府や横須賀海軍工廠を擁する軍港都市（軍都）として栄えた。幕末には市内東部の浦賀にペリーが来航したことでも有名である（黒船来航）。現在もアメリカ海軍第7艦隊・横須賀海軍施設および海上自衛隊自衛艦隊・横須賀地方隊および陸上自衛隊武山駐屯地・久里浜駐屯地や航空自衛隊武山分屯基地などの基地が置かれており、現在でもかつての軍都・軍港としての名残を多く残す。また自衛隊関係の教育施設(防衛大学校、陸上自衛隊高等工科学校)も置かれている。
三浦丘陵に位置するために、地形が山がちという地理的要因により、今後は飛躍的な人口増加を望めないことから、「国際海の手文化都市」をスローガンに「交流人口」（仕事やレジャーでの流入人口）の増加を狙い「また来てもらえる街」を目指している。施策として横須賀リサーチパーク (YRP) 開設やよこすか海辺ニュータウンの開発、高等教育機関（神奈川県立保健福祉大学、陽光小学校跡地への福祉系4年制大学）の誘致。海軍カレー、ヨコスカネイビーバーガー（ご当地バーガー）によるまちおこし、異国情緒漂うどぶ板通り、映画撮影や市内が登場するアニメ作品の誘致やタイアップ企画。ヴェルニー公園（1万メートルプロムナード計画の起点）、三笠公園、くりはま花の国、長井海の手公園 ソレイユの丘、横須賀美術館などの、観光施設の整備などが積極的に行われている。

## 地理

横須賀市中心部周辺の空中写真。2016年1月4日撮影の58枚を合成作成。。

### 隣接している自治体・行政区
- 横浜市（金沢区）
- 逗子市
- 三浦市

- 三浦郡：葉山町

- 東京湾を間に挟んで千葉県富津市に面する。東京湾フェリーで連絡。

### 主な山
- 大楠山
- 鷹取山
- 衣笠山
- 武山
- 富士山(三浦富士)
- 砲台山
- 大勝利山
- 愛宕山
- 権現山

### 主な河川
- 平作川
- 鷹取川
- 松越川
- 竹川
- 野比川
- 長沢川
- 津久井川
- 川間川
- 小田和川
- 萩野川
- 前田川

## 歴史
- 江戸時代以前については三浦半島#歴史も参照。

約3万年前（旧石器時代）に遡る石器や29000年以前に作られた長方形の落とし穴列が船久保遺跡で発見されている。縄文時代に入ると生活の跡である貝塚も市内に散見されるようになる。古墳時代には小規模ながら古墳がつくられ、奈良時代中ごろまでは相模国から上総国へと抜ける古東海道が通じていた。
市内公郷の宗元寺（曹源寺）は県内屈指の古刹であり、三浦郡の行政の中心地であったともいわれる。中世には三浦氏、後に相模三浦氏が一帯を支配するようになるが、戦国時代に北条氏により滅亡、その後徳川家康の領地となる。江戸時代に入ると海上からの首都の玄関口となり、燈明堂や奉行所がおかれた。1720年（享保5年）に浦賀奉行所が置かれて以降は浦賀が商業地として栄えた。
幕末には黒船来航の地となり、観音埼灯台の点灯、横須賀製鉄所や横須賀鎮守府設置、横須賀線の開通など、近代化や国防における要所として発展、県内では横浜市に次いで２番目に市制施行を果たした。昭和時代に入ると大日本帝国海軍の一大拠点となり、軍事施設を持つ周辺の町村を併合することでほぼ現在と同様の市域が形作られた（逗子町は後に分離）。このため横須賀市では昭和と平成の大合併に伴う市町村合併は行われていない。
戦後はアメリカ軍や自衛隊が駐留する一方、東京や横浜など首都圏のベッドタウンとして発展した。

### 年表
- 1063年：村岡為通が衣笠城を築き、三浦氏を名乗る。
- 1180年：衣笠城が落ち、三浦大介義明が死ぬ（衣笠城合戦）。
- 1247年：三浦氏は北条時頼に滅ぼされるが、佐原十郎義連の子らが北条氏側につき、「三浦介」をつぐ。
- 1253年：日蓮が米が浜に流れ着いたと伝えられる。
- 1518年：新井城が北条早雲に攻められ、三浦氏一族滅亡。
- 1590年：豊臣秀吉が全国を統一し、三浦半島は徳川家康の領地となる。
- 1648年：浦賀に燈明堂が置かれる。
- 1660年：砂村新左衛門が内川新田の開発に着手。
- 1720年：浦賀に奉行所が置かれる。
- 1842年：大津陣屋が置かれ、江戸湾（現在の東京湾）の守りが固められる。
- 1853年：浦賀沖にマシュー・ペリーの率いる黒船が来航（中島三郎助が乗船）、久里浜に上陸。
- 1860年：咸臨丸、浦賀港を出港。
- 1864年：小栗忠順たちが造船工場をつくるために横須賀の海を調査。
- 1865年：レオンス・ヴェルニーと小栗の尽力により横須賀製作所建設開始。
- 1866年（慶応元年）：江戸幕府により横須賀造船所が開設。
- 1869年（明治2年）：日本初の洋式灯台観音埼灯台が点灯。
- 1870年（明治3年）：西浦賀と東浦賀が合併、浦賀村となる。
- 1873年（明治6年）：ヴェルニー、走水の湧水を利用し、造船所への引水を計画する。
- 1876年（明治9年）：横須賀村と浦賀村が町制施行。
- 1878年（明治11年）：郡区町村編制法施行。現在の市域は全域が三浦郡となり、横須賀町に郡役所設置。
- 1884年（明治17年）：横須賀鎮守府が置かれる。
- 1889年（明治22年）：町村制施行により、三浦郡横須賀町が発足。横須賀線（大船駅 - 横須賀駅）開通。
- 1895年（明治28年）：東京湾要塞司令部が置かれる。
- 1901年（明治34年）：久里浜海岸でペリー提督上陸記念碑の除幕式が行われる。
- 1905年（明治38年）：横須賀電燈株式会社設立。
- 1906年（明治39年）：横須賀ガス株式会社設立。横須賀町と豊島町が新設合併し、改めて横須賀町が発足。
- 1907年（明治40年）：2月15日、市制施行し、横須賀市が発足。当時の人口は 62,876人。
- 1908年（明治41年）：12月15日、上水道の給水開始（市営走水水道）[1]。
- 1916年（大正5年）：追浜に海軍航空隊開設。
- 1921年（大正10年）：
  - 横須賀水道が海軍により整備される。
  - 横須賀商業銀行が取り付け騒ぎを起こして休業（後に他行と合併して共信銀行）[2]。
- 1923年（大正12年）：関東大震災で大きな被害を受ける。
- 1925年（大正14年）
  - 3月23日：市内小川町に本店があった共信銀行が休業。関東大震災後の業務不振によるもの[2]。
  - 4月11日：第二銀行横須賀支店で取り付け騒ぎが発生[3]。銀行は翌日（日曜日）も営業を続け持ちこたえる。
  - 7月：横須賀線が電化される。
- 1930年（昭和5年）：湘南電気鉄道（黄金町駅 - 浦賀駅、現京急本線）運転開始。
- 1931年（昭和6年）：湘南電鉄黄金町駅 - 日ノ出町駅開通、京浜電鉄と乗入れ開始。
- 1933年（昭和8年）：衣笠村、田浦町を編入。
- 1937年（昭和12年）：初代「横須賀市歌」（作詞・北原白秋、作曲・山田耕筰）を制定。久里浜村を編入。
- 1938年（昭和13年）：6月29日、集中豪雨により横須賀市立豊島小学校で土砂災害が発生。児童5人が死亡[4]。
- 1942年（昭和17年）：2月1日、味噌と醤油の配給制度が始まる（横浜市、川崎市、藤沢市、平塚市、鎌倉市、小田原市も同日から開始）[5]。同時に衣料品にも点数切符制が導入された。
- 1942年（昭和17年）：12月1日、東急（同年京浜電鉄を合併）久里浜線（横須賀堀内駅〜久里浜駅、現堀ノ内駅 - 京急久里浜駅）開通。
- 1943年（昭和18年）：浦賀町、北下浦村、長井町、武山村、大楠町、逗子町を編入。
- 1944年（昭和19年）：国鉄横須賀線（横須賀駅 - 久里浜駅）延伸開通。
- 1945年（昭和20年）：米海兵隊が8月30日に上陸、市内軍事施設は全て進駐軍管理下に置かれる。米海軍横須賀基地司令部が発足。
- 1948年（昭和23年）：横須賀港が重要港湾に指定される。
- 1950年（昭和25年）：旧軍港市転換法に関する住民投票実施、施行。旧逗子町域が横須賀市より分離して逗子町となる。
- 1952年（昭和27年）：保安庁警備隊（後の海上自衛隊）横須賀地方隊が編成される。
- 1953年（昭和28年）：観音崎自然博物館が開設される。
- 1962年（昭和37年）：アメリカのコーパスクリスティ市と姉妹都市になる。
- 1963年（昭和38年）：京急久里浜線（京浜久里浜駅 - 野比駅、現京急久里浜駅 - YRP野比駅）延伸開通。
- 1966年（昭和41年）：京急久里浜線（野比駅 - 三浦海岸駅間）延伸開通。
- 1967年（昭和42年）：2代目「横須賀市歌」（作詞・堀口大學、作曲・團伊玖磨）を制定。
- 1970年（昭和45年）：フランスのブレスト市と姉妹都市になる。
- 1974年（昭和49年）：台風8号による豪雨で大きな被害を受ける（市内の死者13人）。
- 1975年（昭和50年）：横須賀新港開港。
- 1976年（昭和51年）：市の木と市の花が決まる。
- 1979年（昭和54年）：オーストラリアのフリマントル市と姉妹都市になる。
- 1981年（昭和56年）：群馬県倉渕村（現高崎市）と友好都市になる。
- 1982年（昭和57年）：イギリスのジリンガム市（現在のメッドウェイ（英語版）市）と姉妹都市になる。横浜横須賀道路が衣笠ICまで開通。
- 1984年（昭和59年）：新市庁舎と教育研究所ができる。平成町の埋め立て工事が始まる。
- 1985年（昭和60年）：4月1日に防災行政無線が開局する。
- 1987年（昭和62年）：市制80周年記念として、倉渕村に「はまゆう山荘」ができる。
- 1988年（昭和63年）：久里浜緑地（現・くりはま花の国）コスモス園開設。
- 1989年（平成元年）：「核兵器廃絶・平和都市宣言」をする。
- 1990年（平成2年）：横浜横須賀道路衣笠IC - 佐原IC間開通。
- 1992年（平成4年）：本町山中有料道路開通。平和モニュメントができる。平成町の埋め立て工事が完了。
- 1993年（平成5年）：ベイスクエアよこすか、総合福祉会館ができる。
- 1994年（平成6年）：2月に横須賀芸術劇場、5月に湘南国際村開設。
- 1995年（平成7年）：よこすかの新しいイメージを考える協議会が「国際海の手文化都市」を提言。
- 1997年（平成9年）：「国際海の手文化都市」を都市像とする横須賀市基本構想を策定。横須賀リサーチパーク (YRP) オープン。
- 1998年（平成10年）：イギリスのメッドウェイ（英語版）市と姉妹都市になる（4月にジリンガム市とロチェスター市が合併しメッドウェイ市となった）。かながわ・ゆめ国体秋季大会開催。
- 1999年（平成11年）：商工会議所、海上自衛隊と協力して「カレーの街」を旗揚げ。
- 2000年（平成12年）：三浦縦貫道路第1期区間開通。
- 2001年（平成13年）：湘南新宿ライン久里浜駅まで延伸。中核市に指定される。横須賀市市民憲章制定。臨海公園をヴェルニー公園として改修。
- 2004年（平成16年）：湘南新宿ライン乗り入れ廃止。
- 2005年（平成17年）：長井海の手公園 ソレイユの丘完成。
- 2007年（平成19年）：市制施行100周年。横須賀美術館完成。
- 2009年（平成21年）：横浜横須賀道路佐原IC - 馬堀海岸IC間開通。横須賀に駐在する米海軍提供のレシピを参考にし「ヨコスカネイビーバーガー」による街おこしがはじまる。また、同時に提供された｢ヨコスカチェリーチーズケーキ｣も横須賀三大グルメに認定されている。
- 2010年（平成22年）：さいか屋横須賀店の大通り館閉店。
- 2019年（平成31年）：イオン横須賀店が一時閉店。
- 2020年（令和2年）：イオン横須賀店がコースカベイサイドストアーズとして新装開店。
- 2020年（令和2年）：6月から市内や隣接する横浜市や三浦市で異臭の通報が相次いだため、神奈川県は気体を採取し分析した結果、ガソリンなどに含まれるイソペンタンなどが通常よりも多く検出された。しかし原因の特定には至っていない。
- 2022年（令和4年）：神奈川県は大滝町1丁目、同2丁目、本町1丁目、米が浜通1丁目、若松町1丁目および同3丁目を暴力団排除特別強化地域に指定した[6]。

## 人口
1992年（平成4年）5月1日に43万7171人と最高値を記録した。その後は減少に転じ、2018年2月には推計人口が399,845人と発表され、1977年以来41年ぶりに40万の大台を割り込んだ。2023年（10月1日現在）の人口は37万5424人。
| |                                          |  |
| 横須賀市と全国の年齢別人口分布（2005年） | 横須賀市の年齢・男女別人口分布（2005年） |  |
| ■紫色 ― 横須賀市 ■緑色 ― 日本全国 | ■青色 ― 男性 ■赤色 ― 女性                |  |
| 横須賀市（に相当する地域）の人口の推移 \| 1970年（昭和45年） \| 347,576人 \| \| \| 1975年（昭和50年） \| 389,557人 \| \| \| 1980年（昭和55年） \| 421,107人 \| \| \| 1985年（昭和60年） \| 427,116人 \| \| \| 1990年（平成2年） \| 433,358人 \| \| \| 1995年（平成7年） \| 432,193人 \| \| \| 2000年（平成12年） \| 428,645人 \| \| \| 2005年（平成17年） \| 426,178人 \| \| \| 2010年（平成22年） \| 418,325人 \| \| \| 2015年（平成27年） \| 406,586人 \| \| \| 2020年（令和2年） \| 388,078人 \| \| |                                          |  |
| 総務省統計局 国勢調査より |                                          |  |
| 1970年（昭和45年） | 347,576人                                |  |
| 1975年（昭和50年） | 389,557人                                |  |
| 1980年（昭和55年） | 421,107人                                |  |
| 1985年（昭和60年） | 427,116人                                |  |
| 1990年（平成2年） | 433,358人                                |  |
| 1995年（平成7年） | 432,193人                                |  |
| 2000年（平成12年） | 428,645人                                |  |
| 2005年（平成17年） | 426,178人                                |  |
| 2010年（平成22年） | 418,325人                                |  |
| 2015年（平成27年） | 406,586人                                |  |
| 2020年（令和2年） | 388,078人                                |  |

## 地域
横須賀市では、一部の区域で住居表示に関する法律に基づく住居表示が実施されている（実施率68.36パーセント）。また、1949年から1956年にかけて一部の区域で町界町名地番整理が実施された。住居表示実施前の町名等欄で下線がある町名はその全部、それ以外はその一部であり、町名の末尾に数字がある場合には丁目を表す。なお、町名欄に※印があるものについては、その町区域の一部に住居表示未実施の区域があることを示す。
| 町名           | 町名の読み       | 町区域新設年月日 | 住居表示実施年月日 | 住居表示実施前の町名など               | 備考 |
| -------------- | ---------------- | ---------------- | ------------------ | -------------------------------------- | ---- |
| 坂本町一丁目   | さかもとちょう   | 1949年9月1日     | 未実施             |                                        |      |
| 坂本町二丁目   | さかもとちょう   | 1949年9月1日     | 未実施             |                                        |      |
| 坂本町三丁目   | さかもとちょう   | 1949年9月1日     | 未実施             |                                        |      |
| 坂本町四丁目   | さかもとちょう   | 1949年9月1日     | 未実施             |                                        |      |
| 坂本町五丁目   | さかもとちょう   | 1949年9月1日     | 未実施             |                                        |      |
| 坂本町六丁目   | さかもとちょう   | 1949年9月1日     | 未実施             |                                        |      |
| 汐入町一丁目   | しおいりちょう   | 1949年9月1日     | 未実施             |                                        |      |
| 汐入町二丁目   | しおいりちょう   | 1949年9月1日     | 未実施             |                                        |      |
| 汐入町三丁目   | しおいりちょう   | 1949年9月1日     | 未実施             |                                        |      |
| 汐入町四丁目   | しおいりちょう   | 1949年9月1日     | 未実施             |                                        |      |
| 汐入町五丁目   | しおいりちょう   | 1949年9月1日     | 未実施             |                                        |      |
| 本町一丁目     | ほんちょう       | 1949年4月1日     | 未実施             |                                        |      |
| 本町二丁目     | ほんちょう       | 1949年4月1日     | 未実施             |                                        |      |
| 本町三丁目     | ほんちょう       | 1949年4月1日     | 未実施             |                                        |      |
| 稲岡町         | いなおかちょう   | 1889年4月1日     | 未実施             |                                        |      |
| 楠ヶ浦町       | くすがうらちょう | 1889年4月1日     | 未実施             |                                        |      |
| 泊町           | とまりちょう     | 1889年4月1日     | 未実施             |                                        |      |
| 猿島           | さるしま         | 1949年4月1日     | 未実施             |                                        |      |
| 新港町         | しんこうちょう   | 1975年5月1日     | 未実施             |                                        |      |
| 小川町         | おがわちょう     | 1949年4月1日     | 未実施             |                                        |      |
| 大滝町一丁目   | おおだきちょう   | 1949年4月1日     | 未実施             |                                        |      |
| 大滝町二丁目   | おおだきちょう   | 1949年4月1日     | 未実施             |                                        |      |
| 緑が丘         | みどりがおか     | 1949年4月1日     | 未実施             |                                        |      |
| 若松町一丁目   | わかまつちょう   | 1949年4月1日     | 未実施             |                                        |      |
| 若松町二丁目   | わかまつちょう   | 1949年4月1日     | 未実施             |                                        |      |
| 若松町三丁目   | わかまつちょう   | 1949年4月1日     | 未実施             |                                        |      |
| 日の出町一丁目 | ひのでちょう     | 1949年4月1日     | 未実施             |                                        |      |
| 日の出町二丁目 | ひのでちょう     | 1949年4月1日     | 未実施             |                                        |      |
| 日の出町三丁目 | ひのでちょう     | 1949年4月1日     | 未実施             |                                        |      |
| 米が浜通一丁目 | よねがはまどおり | 1949年4月1日     | 未実施             |                                        |      |
| 米が浜通二丁目 | よねがはまどおり | 1949年4月1日     | 未実施             |                                        |      |
| 平成町一丁目   | へいせいちょう   | 1992年10月xx日   | 未実施             |                                        |      |
| 平成町二丁目   | へいせいちょう   | 1992年10月xx日   | 未実施             |                                        |      |
| 平成町三丁目   | へいせいちょう   | 1992年10月xx日   | 未実施             |                                        |      |
| 安浦町一丁目   | やすうらちょう   | 1949年6月1日     | 未実施             |                                        |      |
| 安浦町二丁目   | やすうらちょう   | 1949年6月1日     | 未実施             |                                        |      |
| 安浦町三丁目   | やすうらちょう   | 1949年6月1日     | 未実施             |                                        |      |
| 三春町一丁目   | みはるちょう     | 1949年6月1日     | 未実施             |                                        |      |
| 三春町二丁目   | みはるちょう     | 1949年6月1日     | 未実施             |                                        |      |
| 三春町三丁目   | みはるちょう     | 1949年6月1日     | 未実施             |                                        |      |
| 三春町四丁目   | みはるちょう     | 1949年6月1日     | 未実施             |                                        |      |
| 三春町五丁目   | みはるちょう     | 1949年6月1日     | 未実施             |                                        |      |
| 三春町六丁目   | みはるちょう     | 1949年6月1日     | 未実施             |                                        |      |
| 富士見町一丁目 | ふじみちょう     | 1950年8月1日     | 未実施             |                                        |      |
| 富士見町二丁目 | ふじみちょう     | 1950年8月1日     | 未実施             |                                        |      |
| 富士見町三丁目 | ふじみちょう     | 1950年8月1日     | 未実施             |                                        |      |
| 田戸台         | たどだい         | 1950年8月1日     | 未実施             |                                        |      |
| 深田台         | ふかだだい       | 1950年8月1日     | 未実施             |                                        |      |
| 上町一丁目     | うわまち         | 1950年8月1日     | 未実施             |                                        |      |
| 上町二丁目     | うわまち         | 1950年8月1日     | 未実施             |                                        |      |
| 上町三丁目     | うわまち         | 1950年8月1日     | 未実施             |                                        |      |
| 上町四丁目     | うわまち         | 1950年8月1日     | 未実施             |                                        |      |
| 不入斗町一丁目 | いりやまずちょう | 1950年8月1日     | 未実施             |                                        |      |
| 不入斗町二丁目 | いりやまずちょう | 1950年8月1日     | 1971年11月1日      | 不入斗町2                              |      |
| 不入斗町三丁目 | いりやまずちょう | 1950年8月1日     | 未実施             |                                        |      |
| 不入斗町四丁目 | いりやまずちょう | 1950年8月1日     | 未実施             |                                        |      |
| 鶴が丘一丁目   | つるがおか       | 1971年11月1日    | 1971年11月1日      | 不入斗町2、不入斗町3                   |      |
| 鶴が丘二丁目   | つるがおか       | 1971年11月1日    | 1971年11月1日      | 不入斗町2、不入斗町3                   |      |
| 平和台         | へいわだい       | 1971年11月1日    | 1971年11月1日      | 不入斗町2                              |      |
| 汐見台一丁目   | しおみだい       | 1971年11月1日    | 1971年11月1日      | 不入斗町2、佐野町4                     |      |
| 汐見台二丁目   | しおみだい       | 1971年11月1日    | 1971年11月1日      | 不入斗町2、佐野町4                     |      |
| 汐見台三丁目   | しおみだい       | 1971年11月1日    | 1971年11月1日      | 不入斗町2、佐野町4                     |      |
| 望洋台         | ぼうようだい     | 1971年11月1日    | 1971年11月1日      | 佐野町4、佐野町6、衣笠栄町1、衣笠栄町2 |      |
| 佐野町一丁目   | さのちょう       | 1950年8月1日     | 未実施             |                                        |      |
| 佐野町二丁目   | さのちょう       | 1950年8月1日     | 未実施             |                                        |      |
| 佐野町三丁目   | さのちょう       | 1950年8月1日     | 未実施             |                                        |      |
| 佐野町四丁目   | さのちょう       | 1950年8月1日     | 未実施             |                                        |      |
| 佐野町五丁目   | さのちょう       | 1950年8月1日     | 未実施             |                                        |      |
| 佐野町六丁目   | さのちょう       | 1950年8月1日     | 未実施             |                                        |      |

| 町名               | 町名の読み           | 町区域新設年月日 | 住居表示実施年月日 | 住居表示実施前の町名など | 備考 |
| ------------------ | -------------------- | ---------------- | ------------------ | ------------------------ | ---- |
| 鷹取一・二丁目     | たかとり             | 年月日           | 年月日             |                          |      |
| 追浜本町一・二丁目 | おっぱまほんちょう   | 年月日           | 未実施             |                          |      |
| 夏島町             | なつしまちょう       | 年月日           | 未実施             |                          |      |
| 浦郷町一〜五丁目   | うらごうちょう       | 年月日           | 未実施             |                          |      |
| 追浜東町一〜三丁目 | おっぱまひがしちょう | 年月日           | 未実施             |                          |      |
| 浜見台一・二丁目   | はまみだい           | 年月日           | 年月日             |                          |      |
| 追浜町一〜三丁目   | おっぱまちょう       | 年月日           | 未実施             |                          |      |
| 追浜南町一〜三丁目 | おっぱまみなみちょう | 年月日           | 未実施             |                          |      |
| 湘南鷹取一〜六丁目 | しょうなんたかとり   | 年月日           | 年月日             |                          |      |

| 町名         | 町名の読み           | 町区域新設年月日 | 住居表示実施年月日 | 住居表示実施前の町名など                      | 備考 |
| ------------ | -------------------- | ---------------- | ------------------ | --------------------------------------------- | ---- |
| 船越町一丁目 | ふなこしちょう       | 1952年4月1日     | 未実施             |                                               |      |
| 船越町二丁目 | ふなこしちょう       | 1952年4月1日     | 未実施             |                                               |      |
| 船越町三丁目 | ふなこしちょう       | 1952年4月1日     | 未実施             |                                               |      |
| 船越町四丁目 | ふなこしちょう       | 1952年4月1日     | 未実施             |                                               |      |
| 船越町五丁目 | ふなこしちょう       | 1952年4月1日     | 未実施             |                                               |      |
| 船越町六丁目 | ふなこしちょう       | 1952年4月1日     | 未実施             |                                               |      |
| 船越町七丁目 | ふなこしちょう       | 1952年4月1日     | 未実施             |                                               |      |
| 船越町八丁目 | ふなこしちょう       | 1977年3月1日     | 1977年3月1日       | 浦郷町1、浦郷町2、追浜東町1、船越町6、船越町7 |      |
| 船越町八丁目 | ふなこしちょう       | 1977年3月1日     | 1985年3月1日       | 浦郷町1、船越町7                              |      |
| 船越町八丁目 | ふなこしちょう       | 1977年3月1日     | 2008年7月1日       | 追浜東町1                                     |      |
| 港が丘一丁目 | みなとがおか         | 1999年6月5日     | 1999年6月5日       | 船越町2、田浦町5、田浦町6                     |      |
| 港が丘二丁目 | みなとがおか         | 1999年6月5日     | 1999年6月5日       | 船越町1、船越町2、田浦町6                     |      |
| 田浦港町     | たうらみなとちょう   | 1952年4月1日     | 未実施             |                                               |      |
| 田浦町一丁目 | たうらちょう         | 1952年4月1日     | 未実施             |                                               |      |
| 田浦町二丁目 | たうらちょう         | 1952年4月1日     | 未実施             |                                               |      |
| 田浦町三丁目 | たうらちょう         | 1952年4月1日     | 未実施             |                                               |      |
| 田浦町四丁目 | たうらちょう         | 1952年4月1日     | 未実施             |                                               |      |
| 田浦町五丁目 | たうらちょう         | 1952年4月1日     | 未実施             |                                               |      |
| 田浦町六丁目 | たうらちょう         | 1952年4月1日     | 未実施             |                                               |      |
| 田浦大作町   | たうらおおさくちょう | 1952年4月1日     | 未実施             |                                               |      |
| 田浦泉町     | たうらいずみちょう   | 1952年4月1日     | 未実施             |                                               |      |
| 長浦町一丁目 | ながうらちょう       | 1952年4月1日     | 未実施             |                                               |      |
| 長浦町二丁目 | ながうらちょう       | 1952年4月1日     | 未実施             |                                               |      |
| 長浦町三丁目 | ながうらちょう       | 1952年4月1日     | 未実施             |                                               |      |
| 長浦町四丁目 | ながうらちょう       | 1952年4月1日     | 未実施             |                                               |      |
| 長浦町五丁目 | ながうらちょう       | 1952年4月1日     | 未実施             |                                               |      |
| 箱崎町       | はこざきちょう       | 1952年4月1日     | 未実施             |                                               |      |

| 町名           | 町名の読み       | 町区域新設年月日 | 住居表示実施年月日 | 住居表示実施前の町名など                      | 備考 |
| -------------- | ---------------- | ---------------- | ------------------ | --------------------------------------------- | ---- |
| 安針台         | あんじんだい     | 1991年6月1日     | 1991年6月1日       | 長浦町1、長浦町2、長浦町3、吉倉町1、吉倉町2   |      |
| 吉倉町一丁目   | よしくらちょう   | 1950年1月1日     | 未実施             |                                               |      |
| 吉倉町二丁目   | よしくらちょう   | 1950年1月1日     | 未実施             |                                               |      |
| 西逸見町一丁目 | にしへみちょう   | 1950年1月1日     | 未実施             |                                               |      |
| 西逸見町二丁目 | にしへみちょう   | 1950年1月1日     | 未実施             |                                               |      |
| 西逸見町三丁目 | にしへみちょう   | 1950年1月1日     | 未実施             |                                               |      |
| 山中町         | やまなかちょう   | 1950年1月1日     | 未実施             |                                               |      |
| 東逸見町一丁目 | ひがしへみちょう | 1950年1月1日     | 未実施             |                                               |      |
| 東逸見町二丁目 | ひがしへみちょう | 1950年1月1日     | 未実施             |                                               |      |
| 東逸見町三丁目 | ひがしへみちょう | 1950年1月1日     | 未実施             |                                               |      |
| 東逸見町四丁目 | ひがしへみちょう | 1950年1月1日     | 未実施             |                                               |      |
| 逸見が丘       | へみがおか       | 1994年6月1日     | 1994年6月1日       | 東逸見町3、東逸見町4、坂本町4、坂本町6、池上1 |      |

| 町名               | 町名の読み           | 町区域新設年月日       | 住居表示実施年月日 | 住居表示実施前の町名など | 備考 |
| ------------------ | -------------------- | ---------------------- | ------------------ | ------------------------ | ---- |
| 公郷町一〜六丁目   | くごうちょう         | 年月日                 | 未実施             |                          |      |
| 衣笠栄町一〜四丁目 | きぬかささかえちょう | 年月日                 | 未実施             |                          |      |
| 金谷一〜三丁目     | かねや               | 年月日                 | 年月日             |                          |      |
| 池上一〜七丁目     | いけがみ             | 年月日                 | 年月日             |                          |      |
| 阿部倉             | あべくら             | 年月日                 | 年月日             |                          |      |
| 平作一〜八丁目     | ひらさく             | 年月日                 | 年月日             |                          |      |
| 小矢部一〜四丁目   | こやべ               | 1967年6月1日           | 1967年6月1日       |                          |      |
| 衣笠町             | きぬかさちょう       | 年月日                 | 年月日             |                          |      |
| 大矢部一〜六丁目   | おおやべ             | 年月日                 | 年月日             |                          |      |
| 森崎一〜六丁目     | もりさき             | 1967年6月1日（一〜四） | 1967年6月1日       |                          |      |

| 町名           | 町名の読み     | 町区域新設年月日 | 住居表示実施年月日 | 住居表示実施前の町名など                    | 備考 |
| -------------- | -------------- | ---------------- | ------------------ | ------------------------------------------- | ---- |
| 根岸町一丁目   | ねぎしちょう   | 1954年4月1日     | 2001年8月25日      | 根岸町1、根岸町2                            |      |
| 根岸町二丁目   | ねぎしちょう   | 1954年4月1日     | 2001年8月25日      | 根岸町2                                     |      |
| 根岸町三丁目   | ねぎしちょう   | 1954年4月1日     | 2001年8月25日      | 根岸町3                                     |      |
| 根岸町四丁目   | ねぎしちょう   | 1954年4月1日     | 2001年8月25日      | 根岸町4                                     |      |
| 根岸町五丁目   | ねぎしちょう   | 1954年4月1日     | 2001年8月25日      | 根岸町5、大津町5                            |      |
| 大津町一丁目   | おおつちょう   | 1954年4月1日     | 2000年11月25日     | 大津町1、馬堀海岸1、三春町4                 |      |
| 大津町二丁目   | おおつちょう   | 1954年4月1日     | 2000年11月25日     | 大津町2                                     |      |
| 大津町三丁目   | おおつちょう   | 1954年4月1日     | 2000年11月25日     | 大津町3                                     |      |
| 大津町四丁目   | おおつちょう   | 1954年4月1日     | 2000年11月25日     | 大津町4                                     |      |
| 大津町五丁目   | おおつちょう   | 1954年4月1日     | 2000年11月25日     | 大津町5、根岸町5、三春町5                   |      |
| 馬堀海岸一丁目 | まぼりかいがん | 年月日           | 1999年11月6日      | 馬堀海岸1、大津町1                          |      |
| 馬堀海岸二丁目 | まぼりかいがん | 年月日           | 1999年11月6日      | 馬堀海岸2                                   |      |
| 馬堀海岸三丁目 | まぼりかいがん | 年月日           | 1999年11月6日      | 馬堀海岸3                                   |      |
| 馬堀海岸四丁目 | まぼりかいがん | 年月日           | 1999年11月6日      | 馬堀海岸4、走水1、馬堀町4                   |      |
| 走水一丁目※    | はしりみず     | 1964年9月1日     | 1964年9月1日       | 大字走水、大字大津、大字鴨居                |      |
| 走水二丁目※    | はしりみず     | 1964年9月1日     | 1964年9月1日       | 大字走水、大字鴨居                          |      |
| 馬堀町一丁目   | まぼりちょう   | 1954年4月1日     | 2000年11月25日     | 馬堀町1                                     |      |
| 馬堀町二丁目   | まぼりちょう   | 1954年4月1日     | 2000年11月25日     | 馬堀町2、馬堀町1                            |      |
| 馬堀町三丁目   | まぼりちょう   | 1954年4月1日     | 2000年11月25日     | 馬堀町3                                     |      |
| 馬堀町四丁目   | まぼりちょう   | 1954年4月1日     | 2000年11月25日     | 馬堀町4、馬堀町3                            |      |
| 桜が丘一丁目   | さくらがおか   | 1976年3月1日     | 1976年3月1日       | 馬堀町1、馬堀町2、池田町1、吉井、浦賀町2    |      |
| 桜が丘二丁目   | さくらがおか   | 1976年3月1日     | 1976年3月1日       | 馬堀町2、浦賀町2                            |      |
| 池田町一丁目   | いけだちょう   | 1954年4月1日     | 1998年9月26日      | 池田町1、池田町2、根岸町2                   |      |
| 池田町二丁目   | いけだちょう   | 1954年4月1日     | 1998年9月26日      | 池田町2、池田町4                            |      |
| 池田町三丁目   | いけだちょう   | 1954年4月1日     | 1998年9月26日      | 池田町3、池田町1、池田町2、池田町4、桜が丘1 |      |
| 池田町四丁目   | いけだちょう   | 1954年4月1日     | 1998年9月26日      | 池田町4、池田町5                            |      |
| 池田町五丁目   | いけだちょう   | 1954年4月1日     | 1998年9月26日      | 池田町5                                     |      |
| 池田町六丁目   | いけだちょう   | 1989年2月13日    | 1989年2月13日      | 池田町1、池田町2、池田町5                   |      |

| 町名         | 町名の読み   | 町区域新設年月日 | 住居表示実施年月日 | 住居表示実施前の町名など                   | 備考 |
| ------------ | ------------ | ---------------- | ------------------ | ------------------------------------------ | ---- |
| 吉井一丁目   | よしい       | 1998年9月26日    | 1998年9月26日      | 吉井、浦賀町5                              |      |
| 吉井二丁目   | よしい       | 1998年9月26日    | 1998年9月26日      | 吉井、浦賀町2、池田町3                     |      |
| 吉井三丁目   | よしい       | 1998年9月26日    | 1998年9月26日      | 吉井、浦賀町2、桜が丘1、池田町3            |      |
| 吉井四丁目   | よしい       | 1998年9月26日    | 1998年9月26日      | 吉井、浦賀町2、浦賀町5、桜が丘1            |      |
| 浦賀一丁目   | うらが       | 1956年4月1日     | 2006年10月28日     | 浦賀町1、浦上台2                           |      |
| 浦賀二丁目   | うらが       | 1956年4月1日     | 2006年10月28日     | 浦賀町2                                    |      |
| 浦賀三丁目   | うらが       | 1956年4月1日     | 2006年10月28日     | 浦賀町3、浦賀町5                           |      |
| 浦賀四丁目   | うらが       | 1956年4月1日     | 2006年10月28日     | 浦賀町4                                    |      |
| 浦賀五丁目   | うらが       | 1956年4月1日     | 2006年10月28日     | 浦賀町5、浦賀町6                           |      |
| 浦賀六丁目   | うらが       | 1956年4月1日     | 2006年10月28日     | 浦賀町6、浦賀町5、浦賀町7                  |      |
| 浦賀七丁目   | うらが       | 1956年4月1日     | 2006年10月28日     | 浦賀町7                                    |      |
| 浦上台一丁目 | うらがみだい | 1976年3月1日     | 1976年3月1日       | 浦賀町1、馬堀町3                           |      |
| 浦上台二丁目 | うらがみだい | 1976年3月1日     | 1976年3月1日       | 浦賀町1                                    |      |
| 浦上台三丁目 | うらがみだい | 1976年3月1日     | 1976年3月1日       | 浦賀町1                                    |      |
| 浦上台四丁目 | うらがみだい | 1976年3月1日     | 1976年3月1日       | 浦賀町1、馬堀町3                           |      |
| 二葉一丁目   | ふたば       | 1964年9月1日     | 1964年9月1日       | 大字鴨居、浦賀町1                          |      |
| 二葉二丁目   | ふたば       | 1964年9月1日     | 1964年9月1日       | 大字鴨居                                   |      |
| 小原台       | おばらだい   | 1980年3月1日     | 1980年3月1日       |                                            |      |
| 鴨居一丁目   | かもい       | 1964年9月1日     | 1964年9月1日       | 大字鴨居                                   |      |
| 鴨居二丁目   | かもい       | 1964年9月1日     | 1964年9月1日       | 大字鴨居                                   |      |
| 鴨居三丁目   | かもい       | 1964年9月1日     | 1964年9月1日       | 大字鴨居、大字走水                         |      |
| 鴨居四丁目   | かもい       | 1964年9月1日     | 未実施             |                                            |      |
| 東浦賀一丁目 | ひがしうらが | 1956年4月1日     | 2008年10月25日     | 東浦賀町1、東浦賀町2                       |      |
| 東浦賀二丁目 | ひがしうらが | 1956年4月1日     | 2008年10月25日     | 東浦賀町2                                  |      |
| 浦賀丘一丁目 | うらがおか   | 1978年11月15日   | 1978年11月15日     | 浦賀町6、西浦賀町3                         |      |
| 浦賀丘二丁目 | うらがおか   | 1978年11月15日   | 1978年11月15日     | 浦賀町6、浦賀町7、西浦賀町3                |      |
| 浦賀丘三丁目 | うらがおか   | 1978年11月15日   | 1978年11月15日     | 浦賀町7、西浦賀町2、西浦賀町3              |      |
| 西浦賀一丁目 | にしうらが   | 1956年4月1日     | 2007年10月27日     | 西浦賀町1                                  |      |
| 西浦賀二丁目 | にしうらが   | 1956年4月1日     | 2007年10月27日     | 西浦賀町2、西浦賀町1、西浦賀町3、西浦賀町5 |      |
| 西浦賀三丁目 | にしうらが   | 1956年4月1日     | 2007年10月27日     | 西浦賀町3                                  |      |
| 西浦賀四丁目 | にしうらが   | 1956年4月1日     | 2007年10月27日     | 西浦賀町4、西浦賀町5                       |      |
| 西浦賀五丁目 | にしうらが   | 1956年4月1日     | 2007年10月27日     | 西浦賀町5、西浦賀町1、西浦賀町4            |      |
| 西浦賀六丁目 | にしうらが   | 1956年4月1日     | 2007年10月27日     | 西浦賀町6                                  |      |
| 光風台       | こうふうだい | 1997年10月6日    | 1997年10月6日      | 西浦賀町3、久比里1、舟倉町                 |      |
| 南浦賀       | みなみうらが | 1981年3月2日     | 1981年3月2日       | 西浦賀町3、西浦賀町5                       |      |

| 町名                 | 町名の読み       | 町区域新設年月日        | 住居表示実施年月日 | 住居表示実施前の町名など                                                         | 備考 |
| -------------------- | ---------------- | ----------------------- | ------------------ | -------------------------------------------------------------------------------- | ---- |
| 久里浜台一・二丁目   | くりはまだい     | 年月日                  | 年月日             |                                                                                  |      |
| 長瀬一〜三丁目       | ながせ           | 1965年11月1日（二・三） | 1965年11月1日      | 大字川間の一部                                                                   |      |
| 久比里一・二丁目     | くびり           | 1965年11月1日           | 1965年11月1日      | 大字久比里、大字川間、大字内川新田の各一部                                       |      |
| 若宮台               | わかみやだい     | 年月日                  | 年月日             |                                                                                  |      |
| 舟倉一・二丁目       | ふなぐら         | 年月日                  | 年月日             |                                                                                  |      |
| 内川一・二丁目       | うちかわ         | 年月日                  | 年月日             |                                                                                  |      |
| 内川新田             | うちかわしんでん | 年月日                  | 未実施             |                                                                                  |      |
| 佐原一〜五丁目       | さはら           | 年月日                  | 年月日             |                                                                                  |      |
| 岩戸一〜五丁目       | いわと           | 年月日                  | 年月日             |                                                                                  |      |
| 久村                 | くむら           | 年月日                  | 未実施             |                                                                                  |      |
| 久里浜一〜九丁目     | くりはま         | 1965年11月1日           | 1965年11月1日      | 久里浜町1〜3、大字八幡久里浜の各全部及び大字内川新田、大字久村、大字野比の各一部 |      |
| 神明町               | しんめいちょう   | 年月日                  | 未実施             |                                                                                  |      |
| ハイランド一〜五丁目 | はいらんど       | 年月日                  | 年月日             |                                                                                  |      |

| 町名           | 町名の読み     | 町区域新設年月日 | 住居表示実施年月日 | 住居表示実施前の町名など    | 備考 |
| -------------- | -------------- | ---------------- | ------------------ | --------------------------- | ---- |
| 野比一丁目     | のび           | 1992年8月10日    | 1992年8月10日      | 大字野比                    |      |
| 野比二丁目     | のび           | 1992年8月10日    | 1992年8月10日      | 大字野比、大字長沢          |      |
| 野比三丁目     | のび           | 1992年8月10日    | 1992年8月10日      | 大字野比                    |      |
| 野比四丁目     | のび           | 1992年8月10日    | 1992年8月10日      | 大字野比                    |      |
| 野比五丁目     | のび           | 1992年8月10日    | 1992年8月10日      | 大字野比                    |      |
| 粟田一丁目     | あわた         | 1975年3月1日     | 1975年3月1日       | 大字野比、大字岩戸          |      |
| 粟田二丁目     | あわた         | 1975年3月1日     | 1975年3月1日       | 大字野比                    |      |
| 光の丘         | ひかりのおか   | 1996年11月5日    | 1996年11月5日      | 大字長沢、野比1、粟田2、武1 |      |
| 長沢一丁目     | ながさわ       | 1996年11月5日    | 1996年11月5日      | 大字長沢                    |      |
| 長沢二丁目     | ながさわ       | 1996年11月5日    | 1996年11月5日      | 大字長沢                    |      |
| 長沢三丁目     | ながさわ       | 1996年11月5日    | 1996年11月5日      | 大字長沢                    |      |
| 長沢四丁目     | ながさわ       | 1996年11月5日    | 1996年11月5日      | 大字長沢                    |      |
| 長沢五丁目     | ながさわ       | 1996年11月5日    | 1996年11月5日      | 大字長沢                    |      |
| 長沢六丁目     | ながさわ       | 1996年11月5日    | 1996年11月5日      | 大字長沢                    |      |
| グリーンハイツ | ぐりーんはいつ | 1996年11月5日    | 1996年11月5日      | 大字長沢、大字津久井        |      |
| 津久井一丁目   | つくい         | 1996年11月5日    | 1996年11月5日      | 大字津久井                  |      |
| 津久井二丁目   | つくい         | 1996年11月5日    | 1996年11月5日      | 大字津久井                  |      |
| 津久井三丁目   | つくい         | 1996年11月5日    | 1996年11月5日      | 大字津久井                  |      |
| 津久井四丁目   | つくい         | 1996年11月5日    | 1996年11月5日      | 大字津久井                  |      |
| 津久井五丁目   | つくい         | 1996年11月5日    | 1996年11月5日      | 大字津久井、大字須軽谷      |      |

| 町名                 | 町名の読み             | 町区域新設年月日 | 住居表示実施年月日 | 住居表示実施前の町名など | 備考 |
| -------------------- | ---------------------- | ---------------- | ------------------ | ------------------------ | ---- |
| 長井一〜六丁目       | ながい                 | 年月日           | 年月日             |                          |      |
| 御幸浜               | みゆきはま             | 年月日           | 年月日             |                          |      |
| 林一〜五丁目         | はやし                 | 年月日           | 年月日             |                          |      |
| 須軽谷               | すがるや               | 年月日           | 未実施             |                          |      |
| 武一〜五丁目         | たけ                   | 年月日           | 年月日             |                          |      |
| 山科台               | やましなだい           | 年月日           | 年月日             |                          |      |
| 太田和一〜五丁目     | おおたわ               | 年月日           | 年月日             |                          |      |
| 荻野                 | おぎの                 | 年月日           | 年月日             |                          |      |
| 長坂一〜五丁目       | ながさか               | 年月日           | 年月日             |                          |      |
| 佐島一〜三丁目       | さじま                 | 年月日           | 年月日             |                          |      |
| 芦名一〜三丁目       | あしな                 | 年月日           | 年月日             |                          |      |
| 秋谷                 | あきや                 | 年月日           | 未実施             |                          |      |
| 秋谷一〜四丁目       | あきや                 | 年月日           | 年月日             |                          |      |
| 子安                 | こやす                 | 年月日           | 年月日             |                          |      |
| 湘南国際村一〜三丁目 | しょうなんこくさいむら | 年月日           | 年月日             |                          |      |
| 佐島の丘一・二丁目   | さじまのおか           | 年月日           | 年月日             |                          |      |

## 行政

### 歴代市長
| 代    | 氏名       | 就任年月日    | 退任年月日     |
| ----- | ---------- | ------------- | -------------- |
| 1     | 鈴木忠兵衛 | 1907年5月17日 | 1909年4月18日  |
| 2     | 鈴木福松   | 1909年9月14日 | 1911年1月9日   |
| 3     | 田辺男外鉄 | 1911年7月15日 | 1917年7月14日  |
| 4-5   | 奥宮衛     | 1917年10月6日 | 1923年7月14日  |
| 6     | 奥宮衛     | 1923年10月9日 | 1924年8月16日  |
| 7     | 石渡坦豊   | 1924年12月6日 | 1927年5月26日  |
| 8     | 岡田三善   | 1927年7月4日  | 1927年12月12日 |
| 9     | 小栗盛太郎 | 1928年3月12日 | 1930年5月30日  |
| 10    | 高橋節雄   | 1930年9月22日 | 1932年3月2日   |
| 11    | 大井鉄丸   | 1932年3月22日 | 1933年5月15日  |
| 12    | 三上文太郎 | 1933年5月26日 | 1934年4月18日  |
| 13    | 小泉又次郎 | 1934年5月15日 | 1935年11月15日 |
| 14    | 鈴木斎治郎 | 1936年1月22日 | 1938年8月10日  |
| 15    | 久野工     | 1938年9月27日 | 1941年1月17日  |
| 16-17 | 岡本伝之助 | 1941年2月13日 | 1943年4月17日  |
| 18    | 梅津芳三   | 1943年5月9日  | 1947年1月3日   |
| 19    | 太田三郎   | 1947年4月8日  | 1949年6月13日  |
| 20    | 石渡直次   | 1949年7月19日 | 1953年6月24日  |
| 21    | 梅津芳三   | 1953年7月12日 | 1957年7月9日   |
| 22-25 | 長野正義   | 1957年7月10日 | 1973年7月9日   |
| 26-30 | 横山和夫   | 1973年7月10日 | 1993年7月9日   |
| 31-33 | 沢田秀男   | 1993年7月10日 | 2005年7月9日   |
| 34    | 蒲谷亮一   | 2005年7月10日 | 2009年7月9日   |
| 35-36 | 吉田雄人   | 2009年7月10日 | 2017年7月9日   |
| 37-38 | 上地克明   | 2017年7月10日 | 現職           |

### 市組織
総務部、企画調整部、財政部、市民部、健康福祉部、こども育成部、病院管理部、環境部、経済部、都市部、土木みどり部、港湾部、上下水道局業務部、上下水道局施設部、消防局、市議会事務局、教育委員会事務局管理部、教育委員会事務局生涯学習部、選挙管理委員会事務局、監査委員事務局

### 消防
- 横須賀市消防局
  - 中央消防署（出張所3）
  - 北消防署（出張所2）
  - 南消防署（分署1、出張所3、派遣所1）
  - 総合訓練センター

### 警察
- 横須賀警察署、田浦警察署、横須賀南警察署

## 議会

### 県議会
- 選挙区：横須賀市選挙区
- 定数：4人
- 任期：2023年4月30日 - 2027年4月29日
- 投票日：2023年4月9日
- 当日有権者数：329,772人
- 投票率：38.51％

| 候補者名   | 当落 | 年齢 | 党派名       | 新旧別 | 得票数   |
| ---------- | ---- | ---- | ------------ | ------ | -------- |
| 田中洋次郎 | 当   | 46   | 自由民主党   | 新     | 26,683票 |
| 竹内英明   | 当   | 72   | 自由民主党   | 現     | 24,064票 |
| 亀井貴嗣   | 当   | 56   | 公明党       | 現     | 22,451票 |
| 永井真人   | 当   | 45   | 無所属       | 新     | 19,365票 |
| 井坂新哉   | 落   | 51   | 日本共産党   | 現     | 15,806票 |
| 生井洋子   | 落   | 56   | 日本維新の会 | 新     | 12,257票 |
| 内川真樹   | 落   | 52   | 無所属       | 新     | 2,849票  |

### 衆議院
- 選挙区：神奈川11区 （横須賀市、三浦市）
- 任期：2021年10月31日 - 2025年10月30日
- 当日有権者数：374,938人
- 投票率：52.21％

| 当落 | 候補者名   | 年齢 | 所属党派   | 新旧別 | 得票数    | 重複 |
| ---- | ---------- | ---- | ---------- | ------ | --------- | ---- |
| 当   | 小泉進次郎 | 40   | 自由民主党 | 前     | 147,634票 |      |
|      | 林伸明     | 55   | 日本共産党 | 新     | 38,843票  |      |

## 経済

### 産業
東京湾・浦賀水道に面する市の東側では南部や北部で工業地が形成されている。横須賀港からは自動車が輸出され、ウランとマグロが輸入されている。また主要駅の周辺で商業機能の集積が見られる。市西部では農業や漁業が盛んである。

#### 主な立地企業など

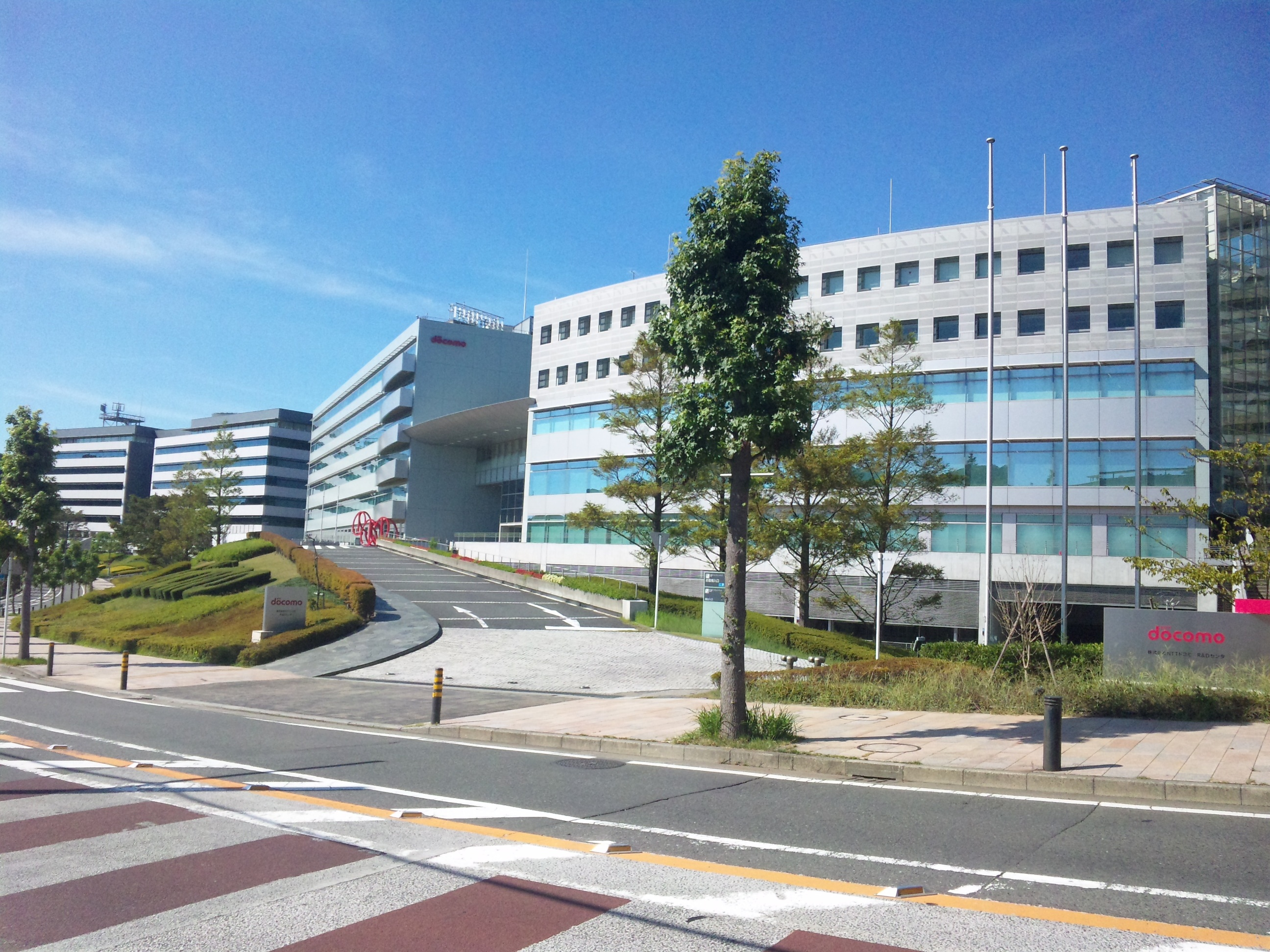
YRP、NTTドコモR&Dセンター

日産自動車追浜工場、総合研究所、追浜専用埠頭
JVCケンウッド横須賀工場、久里浜技術センター
JVCケンウッド（旧・日本ビクター）の研究機関であり、1980年代後半大ブームとなったVHSビデオデッキを開発した。
JERA横須賀火力発電所
電力中央研究所 (CRIEPI)
日本の発電技術の開発を担うシンクタンク兼研究機関。電力各社の共同出資により運営され、公益法人としては日本最大の研究機関でもある。同組織の部門別組織である、電力技術研究所、エネルギー技術研究所、材料科学研究所がある。数年内に他の研究部門を横須賀市に移転し、横須賀市を発電技術研究の中心地としていく方針となっている。
横須賀リサーチパーク (YRP)
日本の最先端の電気・通信事業の拠点。特に、NTTドコモの携帯電話の研究・開発拠点であり、国内外の情報通信研究をリードする機関である。NTTドコモのほかに、富士通、NEC、パナソニックモバイルコミュニケーションズ、沖電気工業、シャープなども進出している。
日本電信電話横須賀研究開発センタ（サイバーコミュニケーション総合研究所、サイバーソリューション研究所、サイバースペース研究所、未来ねっと研究所）
日本電信電話公社横須賀通信研究所として開設され、現在でもバス停留所などでは「通信研究所」と表記されている。
グローバル・ニュークリア・フュエル・ジャパン（旧日本ニュークリア・フュエル）
国内における原子力発電用核燃料工場として重要な位置づけにある。
住友重機械工業横須賀製造所、技術開発センター
東芝ライテック本社（横須賀事業所）2009年（平成21年）に品川区から移転。
ハリソン東芝ライティング横須賀事業所
オカムラ追浜事業所
マレリ追浜工場
東邦化学工業追浜工場、追浜研究所
北辰工業横須賀工場
東京ファインケミカル横須賀工場
丸大食品横須賀工場
池内精工本社工場
鉄鋼製品の2次加工（自動車車体部品ドライブシャフト・コイルばね・ベアリングなど）の製造・開発企業。
生化学工業久里浜工場
ヒアルロン酸を中心とした大手医療用医薬品製造・開発企業。
コロワイドMD神奈川工場
居酒屋チェーン「甘太郎」・「うまいもん酒場・えこひいき」などを展開する、コロワイドの食材・加工センター。
日清オイリオ横須賀事業場
ステップ本社
移動体端末（携帯・スマートフォン）・基地局のソフトウェア・支援ソフト開発関連企業。
芝技研本社・久里浜テクノパーク工場
非鉄金属（ガラス・シリコン・セラミック）研削加工・および特殊工作機械の製造開発企業。
東邦電線工業本社工場
電気・電子機器内の電線（ワイヤーハーネス）製造・販売・開発企業。
ニコン横須賀製作所
液晶露光装置および半導体露光装置用部品・ユニットなどの製造
ニフコ本社、横浜営業部、MCD営業部、ホームソリューションカンパニー
2015年1月に横浜市戸塚区から本社を移転。

#### 農業

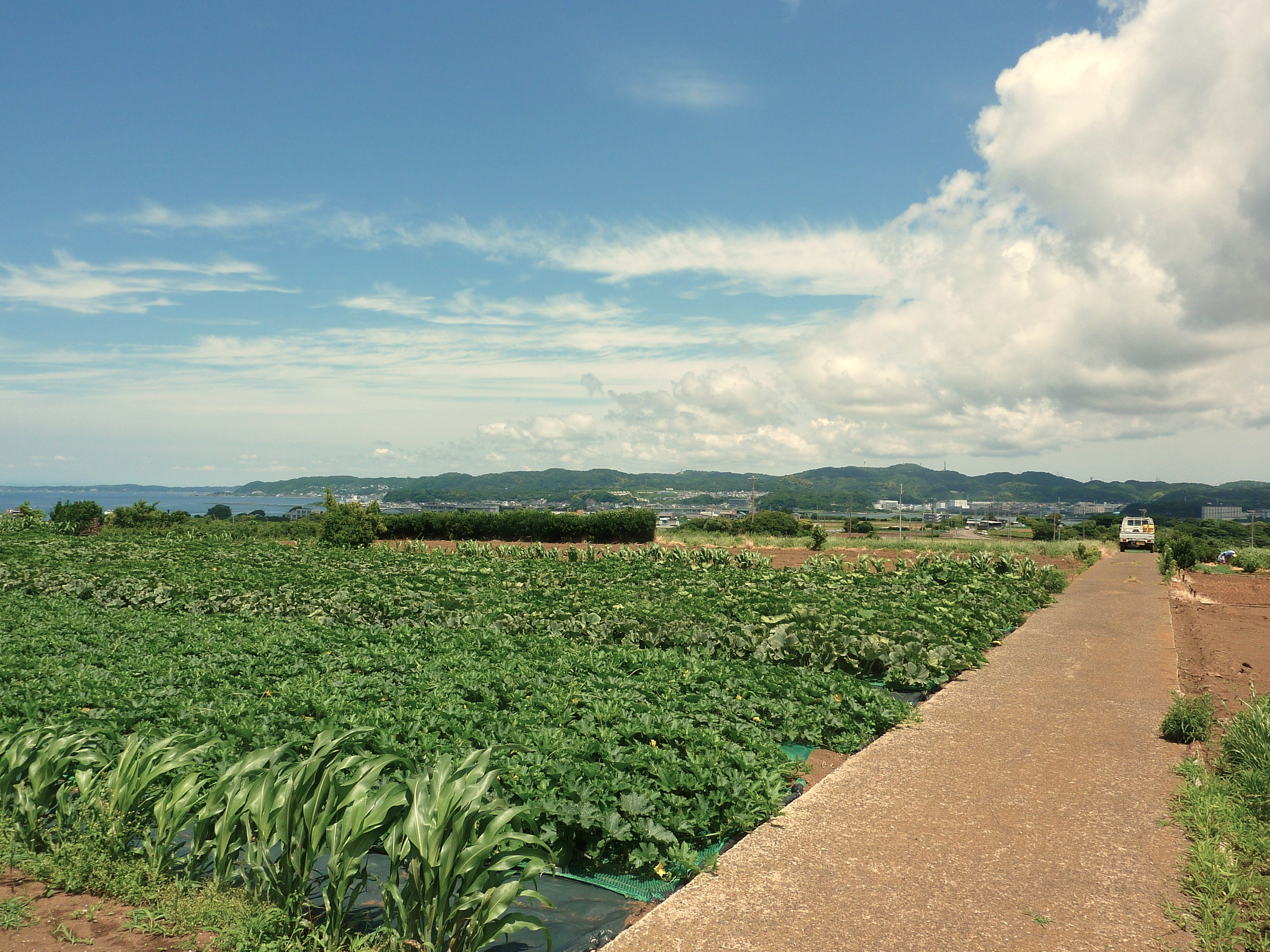
横須賀市南部の田園風景

市内では都市部、工場地帯、山林が共存し、市の南部・西部を中心に農業活動が盛んに行われている。近年では減少傾向にあるものの、農地は市域の 4% 以上を占める。かつては水田も多く見られたが、平野部の低地は住宅地や工業地に転換し、近年では大部分が畑作地となっている。主な生産物はキャベツ、大根、カボチャ、メロンなど。農協業務は市全域に亘って JAよこすか葉山が執り行っている。

#### 漁業

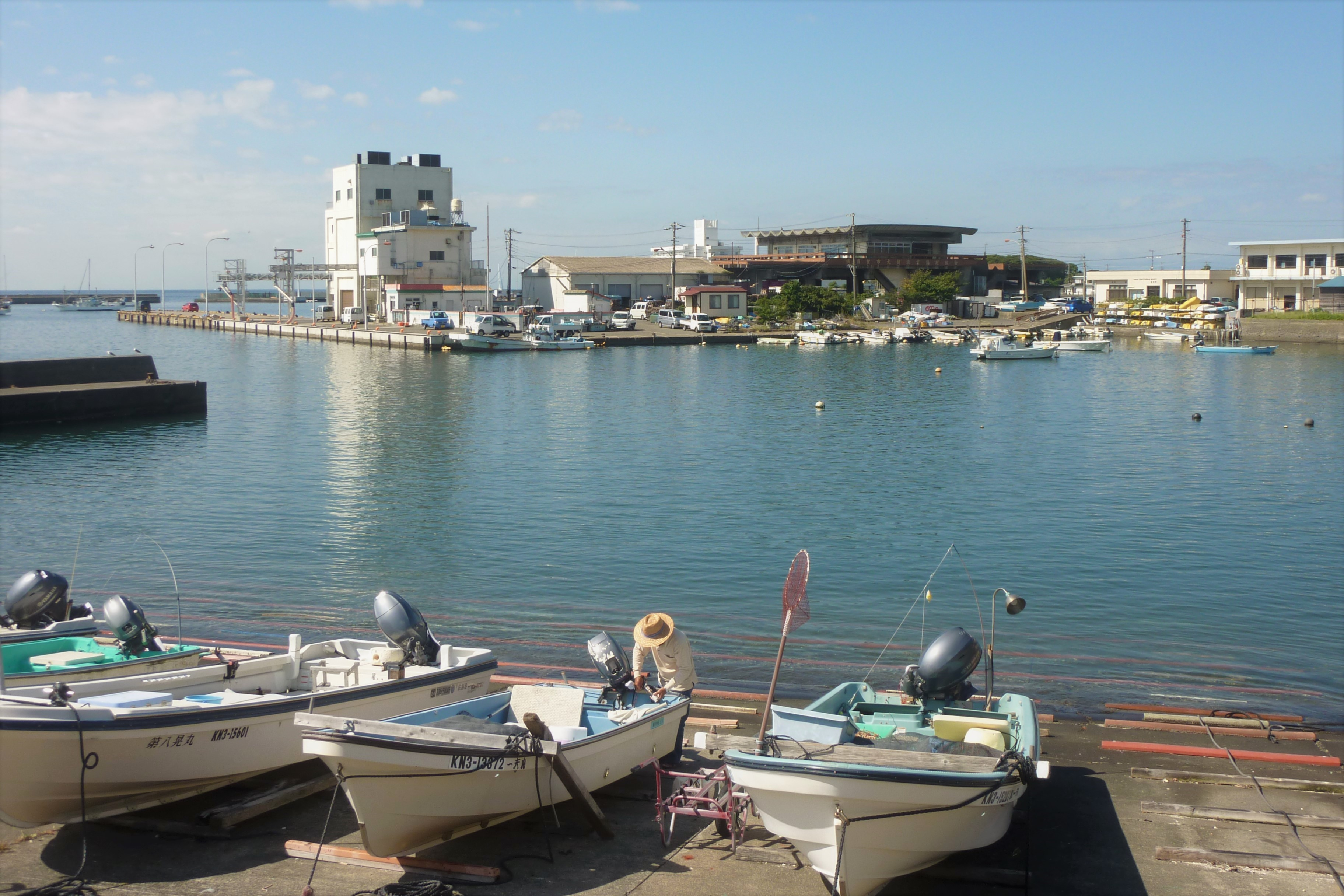
佐島漁港

市西部のほうが漁港が多い。東部の東京湾側は軍港や商港の占める割合が高い。
- 長井漁港 （第2種）
- 佐島漁港（第2種）
- 秋谷漁港
- 久留和漁港
- 新安浦漁港
- 鴨居漁港
- 北下浦漁港
- 大津漁港
- 走水漁港

市内の漁協としては以下の3つがある:
- 横須賀市大楠漁協
- 横須賀市東部漁協
- 長井町漁協

#### 商業

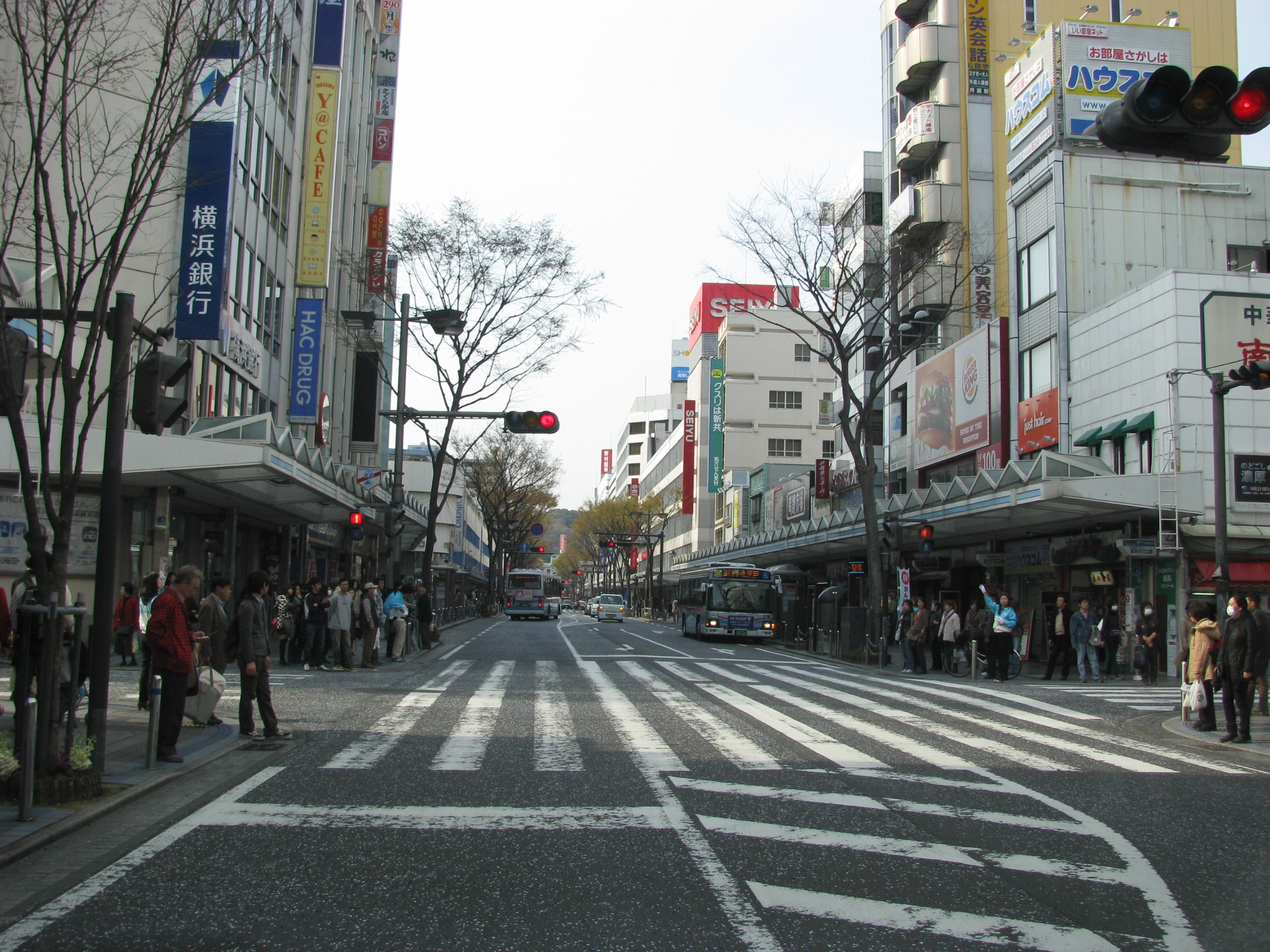
横須賀中央大通り

近年横須賀市でも国道や主要地方道といった幹線沿いに多く立地するロードサイド店舗の進出が目立っている。そのため小規模小売店などは厳しい状態に追い込まれておりシャッター街状態の商店街が増え問題となっている。
一方で衰退に歯止めをかけるため斬新な活性化策を実施して効果をあげている商店街も少なくない。市内全体の人口は減少、高齢化が進んでおりロードサイド店舗、商店街関係なく対策が求められている。ちなみに市内で全蓋式アーケードを設置した商店街は市内3つ（船越、衣笠、久里浜）で県内でも3番目に数が多い自治体となっている。

##### 商店街
- 横須賀中央
  - どぶ板通り - アメリカと日本の文化が融合した独特の雰囲気を持つ商店街で市内の代表的な観光地の一つ。
  - 三笠ビル商店街
- 追浜商盛会
- 衣笠商店街
- 久里浜商店街
- 浦賀商友会
- 北久里浜商店街
- YRP野比駅前商店街
- 船越仲通り商店街 - 田浦地区に所在する約140mの全蓋式アーケードを持つ商店街である。

##### 百貨店・ショッピングモール
- SAIKAYA YOKOSUKA SHOPPING PLAZA
- 横須賀モアーズシティ
- コースカベイサイドストアーズ　-　旧ショッパーズプラザ横須賀（イオン横須賀店）2019年3月21日営業終了 → 2020年4月より現施設名でリニューアルオープン。
- 京急ショッピングセンター ウィング久里浜
- サンビーチ追浜
- ノジマモール横須賀

##### 郊外型店舗・スーパーマーケットチェーン
- 西友鷹取店、衣笠店、馬堀店、リヴィンよこすか店
- イオン久里浜店
- ヤマダデンキ家電住まいる館YAMADA横須賀店、YAMADA web.com 久里浜店、ヤマダアウトレット館横須賀店
- コジマ×ビックカメラ横須賀店
- 島忠ホームズ
- ドン・キホーテ横須賀店
- ピカソ横須賀中央店
- ケーヨーD2久里浜店
- エイヴイ （市内に6店舗）
- ユニオネックス（市内に11店舗）
- 京急ストア （市内に11店舗）
- トイザらス
- スズキヤ

### 金融機関
- みずほ銀行 - 横須賀、衣笠、追浜各支店
- 三菱UFJ銀行 - 横須賀支店
- りそな銀行 - 横須賀支店
- 横浜銀行 - 計7支店
- スルガ銀行 - 横須賀、横須賀武山、久里浜各支店
- 三井住友信託銀行 - 横須賀支店
- 神奈川銀行 - 横須賀支店、長井支店
- かながわ信用金庫 - 本店営業部ほか、計11支店
- 湘南信用金庫 - 本店営業部ほか、計18支店
- 横浜幸銀信用組合 - 横須賀支店
- 中央労働金庫 - 横須賀支店

## 国の機関

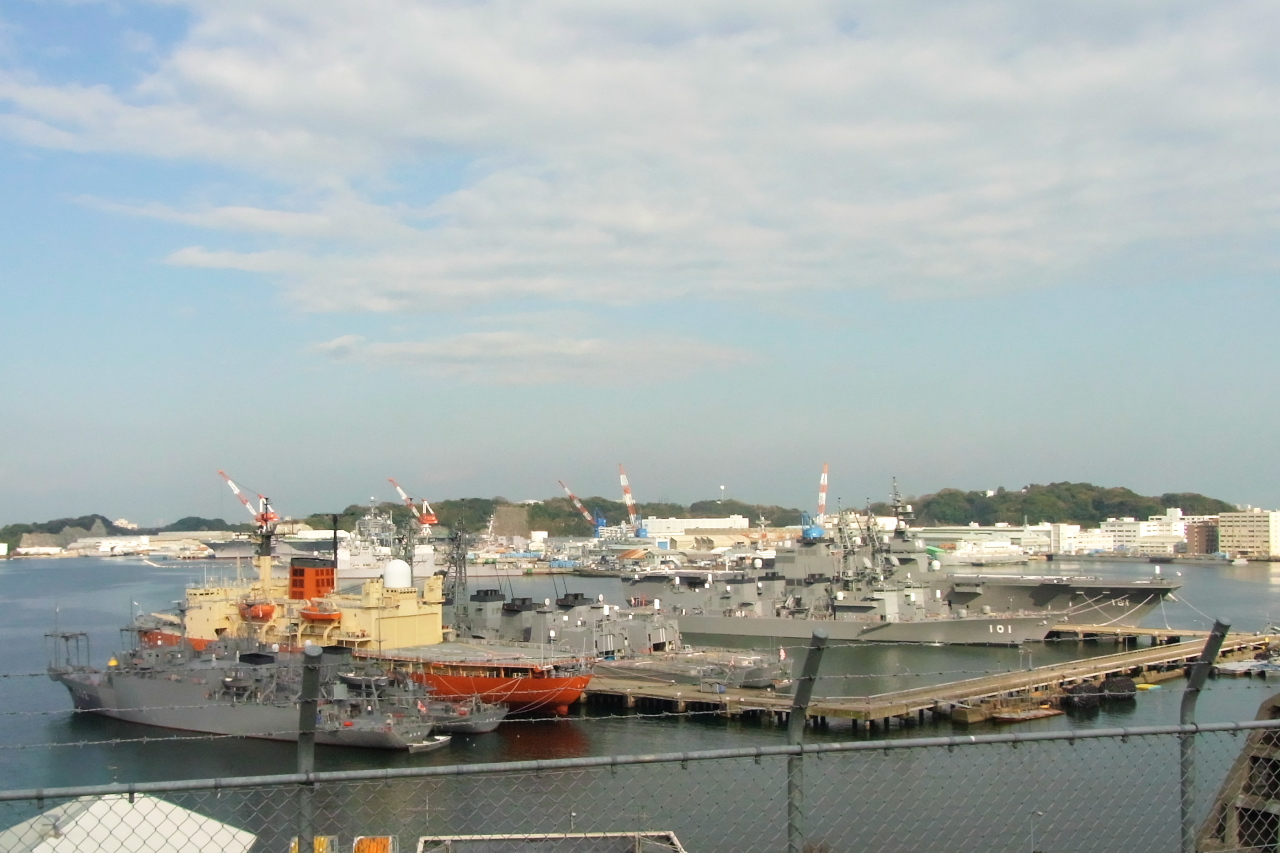
横須賀基地に停泊する自衛艦の群れ

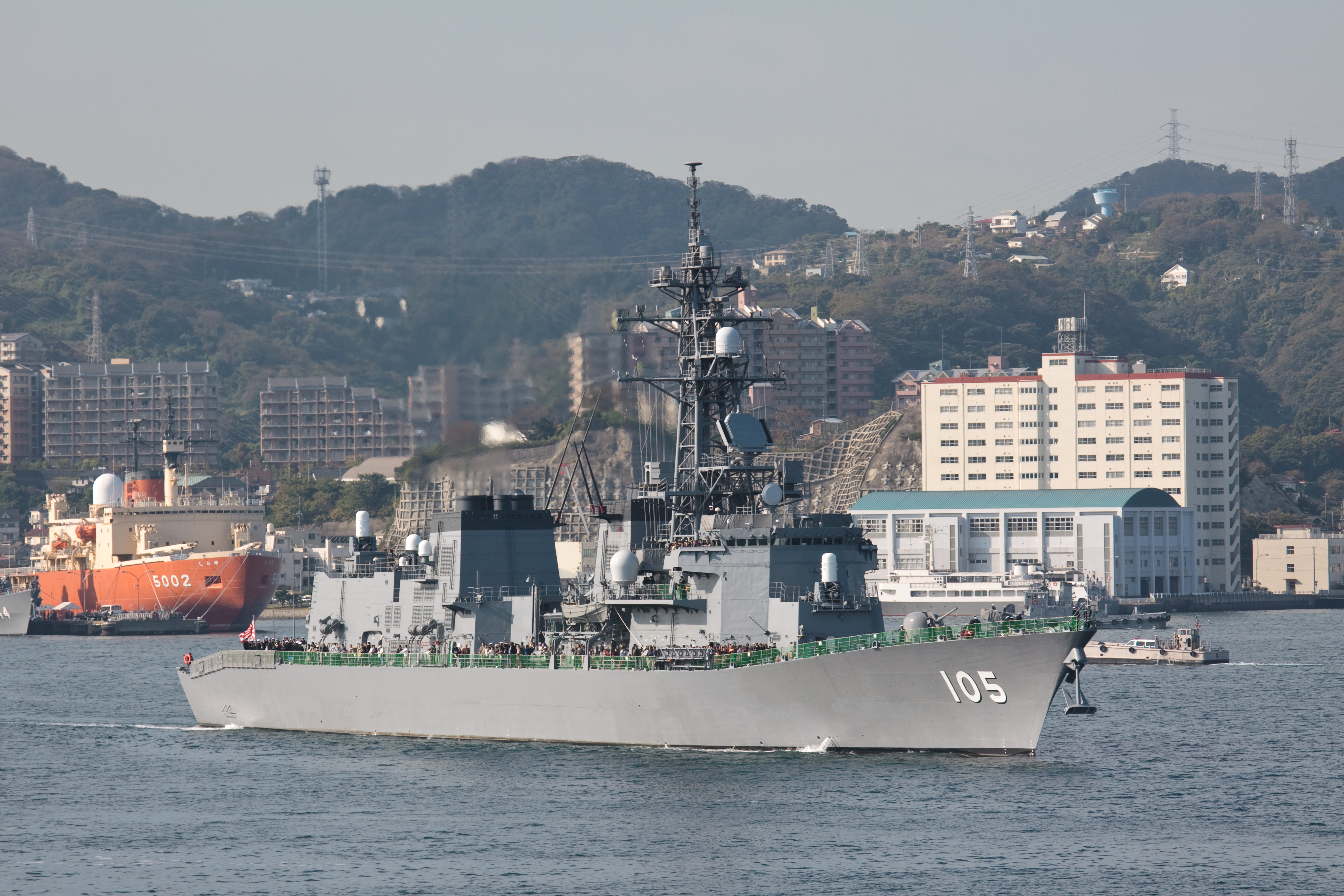
横須賀基地を出港する護衛艦いなづまと南極観測艦しらせ

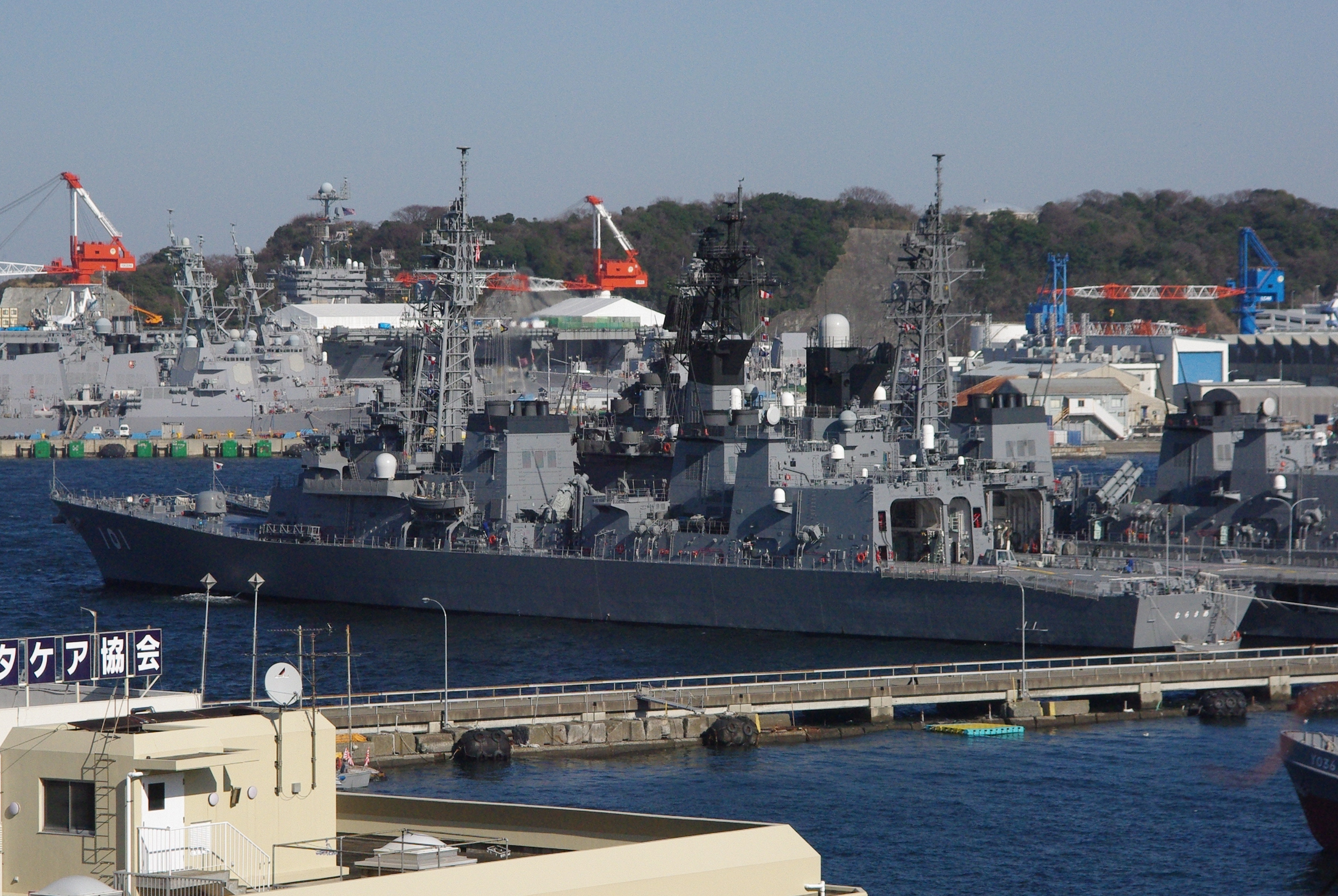
横須賀基地に停泊する護衛艦むらさめ

- 横浜地方裁判所横須賀支部、横浜家庭裁判所横須賀支部、横須賀簡易裁判所
- 法務省
  - 横浜地方法務局横須賀支局
  - 横浜刑務所横須賀刑務支所　(2007年4月より。それ以前は横須賀刑務所)
  - 久里浜少年院
- 横浜地方検察庁横須賀支部、横須賀区検察庁
- 財務省横浜税関横須賀税関支署
- 国税庁東京国税局横須賀税務署
- 厚生労働省神奈川労働局横須賀労働基準監督署
- 厚生労働省神奈川労働局横須賀公共職業安定所
- 国土交通省
  - 関東地方整備局東京湾口航路事務所
  - 国土技術政策総合研究所・横須賀庁舎（沿岸海洋・港湾・空港の研究部門）
  - 海上保安庁第三管区海上保安本部横須賀海上保安部
  - 海上保安庁第三管区海上保安本部東京湾海上交通センター
- 防衛省
  - 南関東防衛局横須賀防衛事務所
  - 防衛大学校
  - 陸上自衛隊武山駐屯地、高等工科学校、久里浜駐屯地、通信学校
  - 海上自衛隊横須賀基地、自衛艦隊司令部、横須賀地方総監部、横須賀教育隊
  - 航空自衛隊武山分屯基地
  - 防衛装備庁艦艇装備研究所久里浜地区

## 在日米軍施設

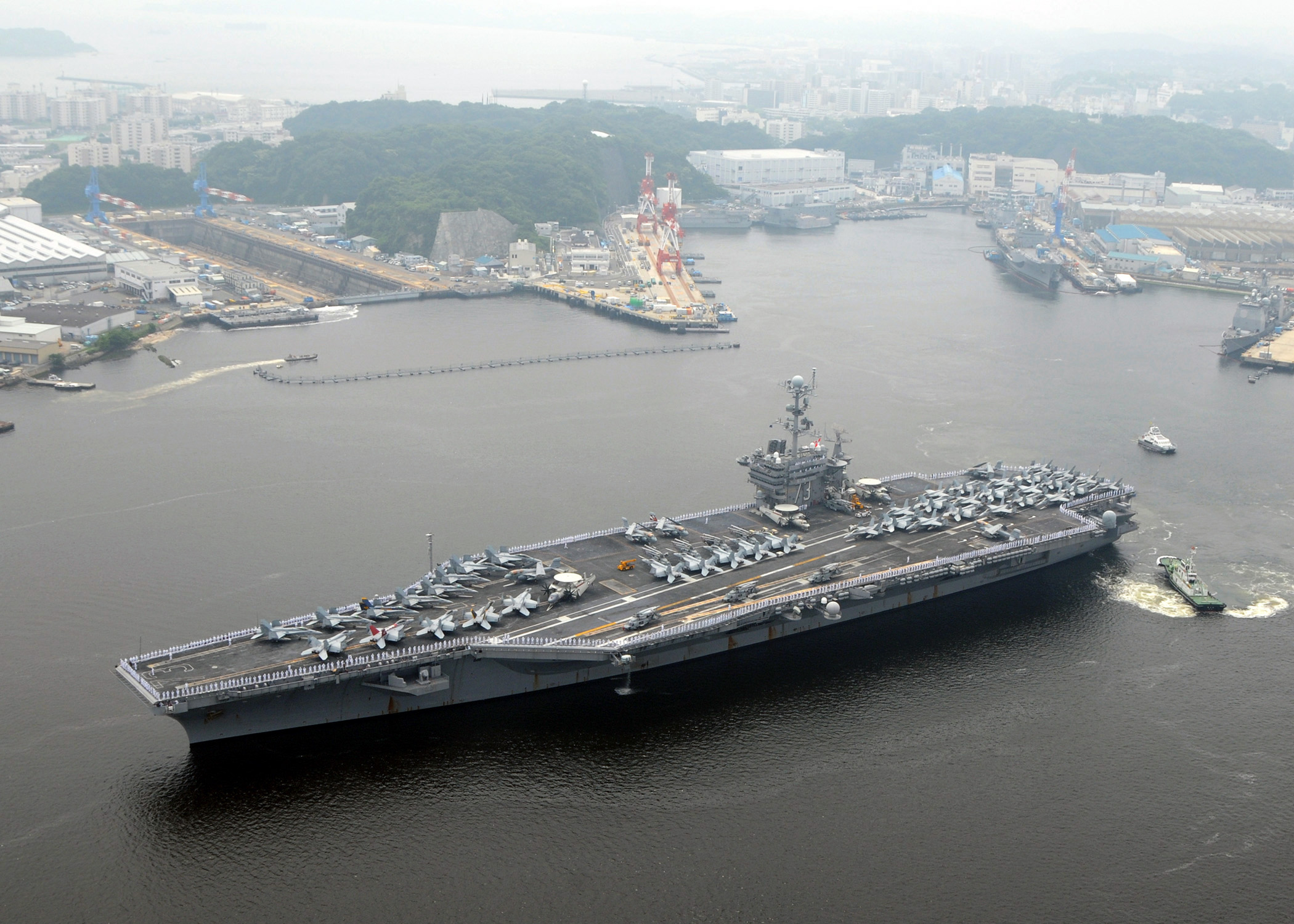
横須賀海軍施設に入港したUSSジョージ・ワシントン

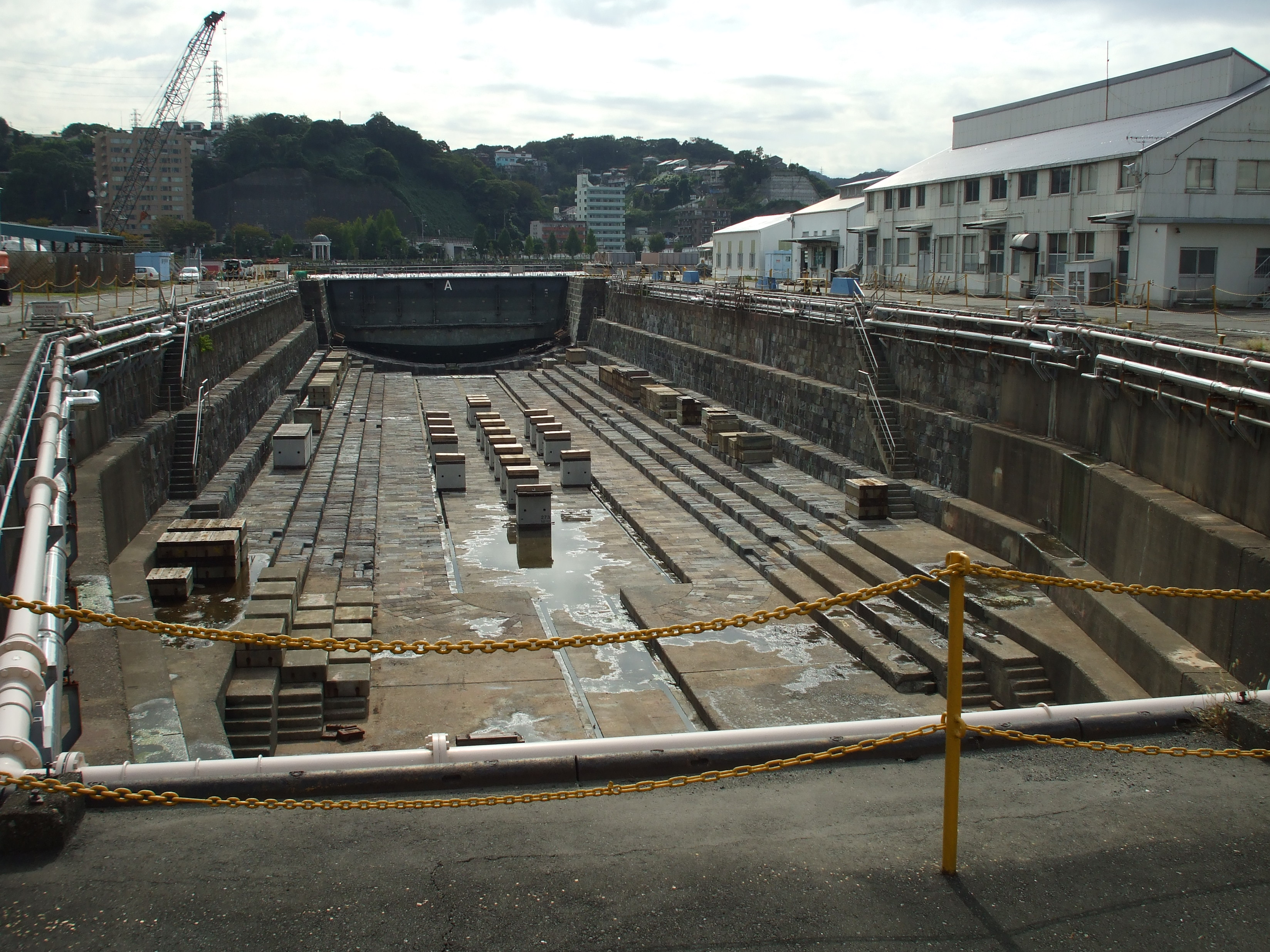
1871年に完成し、現在も使用されている横須賀海軍施設1号ドック。

- 横須賀海軍施設
  - 横須賀海軍施設ドック
- 吾妻倉庫地区
- 浦郷倉庫地区

## 姉妹都市・提携都市

### 国内
- 会津若松市（福島県）
  - 2005年（平成17年）4月17日 - 友好都市提携[9]。

文治5年（1189年）、三浦一族の佐原義連が源頼朝から会津四郡を与えられたとされ、室町時代には佐原義連の子孫である蘆名氏（名字は横須賀市芦名に由来する）が会津地方を治めた。文化7年（1810年）から文政3年（1820年）にかけて、江戸湾警備を命じられた会津藩は、鴨居村に陣屋を、観音崎に砲台を築いた。会津藩は藩士と家族を移住させ、鴨居村に藩校養正館を築いた。横須賀市内には70基以上の会津藩士の墓があり、市の史跡に指定されている。
- 富岡市　（群馬県）
  - 2015年（平成27年）11月15日 - 友好都市提携
- 新居浜市（愛媛県）：2022年（令和4年）10月16日都市間交流協定締結。

### 日本国外
横須賀市は日本国外の以下の都市と姉妹都市協定を結んでいる。地名のカナ表記は横須賀市のサイトによる。
- コーパスクリスティ市（アメリカ合衆国）
  - 1962年（昭和37年）10月18日 - 姉妹都市提携[11]

コーパスクリスティからの申し入れによる。海軍基地を有する港湾・産業都市、観光都市であり、横須賀市と類似点が多い。
- ブレスト市（フランス）
  - 1970年（昭和45年）11月26日 - 姉妹都市提携[11]

海軍工廠や海軍士官学校を有する軍港都市であるとともに、造船業をはじめとする産業の盛んな港湾都市。ブレストの海軍工廠には、横須賀製鉄所や観音崎灯台をつくるにあたり尽力したレオンス・ヴェルニーが勤務していた縁もある。
- フリマントル市（オーストラリア）
  - 1979年（昭和54年）4月25日 - 姉妹都市提携[11]

外務省在パース日本総領事の仲介による。横須賀市を母港とする南極観測船「ふじ」の補給港という縁があり、「ふじ」は両市からのメッセージを運ぶなど、姉妹都市提携に大きな役割を果たした。
- メッドウェイ（英語版）市（イギリス）
  - 1982年（昭和57年）4月8日 - ジリンガム市と友好都市提携[15]
  - 1998年（平成10年）8月26日 - メッドウェイ市と姉妹都市提携[15][注釈 2]

航海術や造船技術を日本に伝えたウィリアム・アダムス（三浦按針）の縁による。アダムスが当地に所領を持ったことから「三浦按針祭」を挙行する横須賀市側が、英国按針会の仲立ちにより、アダムスの出生地であるジリンガム市に友好都市提携を提案。1982年4月にジリンガム市と友好都市提携（イギリスの都市が日本の都市と友好都市提携をするのは初であった）。ジリンガムはかつて海軍造船の町として栄えた歴史を持つ。1998年、ジリンガム市が隣接するロチェスター市と合併しメッドウェイ市が発足したため、1999年にメドウェイ市との姉妹都市提携に調印。なお、同じくアダムスの縁で伊東市（静岡県）もメドウェイ市（旧ジリンガム市）と友好都市協定を結んでいる。

### かつての友好都市提携
- 旧倉渕村（群馬県）
  - 1981年（昭和56年）12月14日 - 友好都市提携[17]

横須賀製鉄所をつくるにあたり尽力した小栗上野介の縁。倉渕村の一部となった権田は小栗の領地であり、終焉の地でもある。倉渕村は2006年1月23日付で高崎市に編入されたが、横須賀市と倉渕地域との交流は継続されることとなった。
横須賀市の市制施行80周年記念事業の一環として、旧倉渕村には横須賀市民休養村「はまゆう山荘」が建設された。「はまゆう山荘」は2005年（平成17年）10月1日に横須賀市から倉渕村に譲渡され、倉渕村の高崎市への編入後は高崎市国民健康保険保養施設に指定されているが、横須賀市民は高崎市民とともに割引料金で利用することができる。

### その他
姉妹都市のほか、姉妹港提携を結んでいる港湾もある。
横須賀市は、以下のグループに所属している。
- カレー五大都市カレーサミット

参加自治体：土浦市、横浜市、横須賀市、郡上市、鳥取市

## 主な医療機関
- 横須賀市立市民病院
- 横須賀市立うわまち病院（旧国立横須賀病院）
- 横須賀共済病院 - 1906年（明治39年）に開設。出自は海軍病院。癌に対する手術件数は神奈川トップ3。各科とも内視鏡下手術など低侵襲治療に積極的に取り組む。
- 横須賀共済病院分院 - 2015年（平成27年）閉院
- 自衛隊横須賀病院
- 湘南病院
- 聖ヨゼフ病院
- 衣笠病院
- よこすか浦賀病院 ※救急指定病院のみ

## 教育

### 小学校
2018年（平成30年）現在、市立46校、私立1校が存在。少子化の進展に伴い、近年市立校の再編が始まっている。
- 公立
  - すべて横須賀市立。神奈川県小学校一覧#横須賀市を参照。
- 私立
  - 横須賀学院小学校

### 中学校
2018年（平成30年）現在、市立23校、私立2校が存在。中学校についても市立校の再編が始まっている。
- 公立
  - すべて横須賀市立。神奈川県中学校一覧#横須賀市を参照。
- 私立
  - 緑ヶ丘女子中学校
  - 横須賀学院中学校

### 高等学校
公立
- 神奈川県立追浜高等学校
- 神奈川県立海洋科学高等学校
- 神奈川県立津久井浜高等学校
- 神奈川県立横須賀高等学校
- 神奈川県立横須賀大津高等学校
- 神奈川県立横須賀工業高等学校
- 神奈川県立横須賀南高等学校
- 横須賀市立横須賀総合高等学校

私立
- 三浦学苑高等学校
- 湘南学院高等学校
- 横須賀学院高等学校
- 緑ヶ丘女子高等学校

### 特別支援学校
- 筑波大学附属久里浜特別支援学校
- 神奈川県立岩戸支援学校
- 神奈川県立武山支援学校
- 横須賀市立養護学校
- 横須賀市立ろう学校

### 専門学校
- 横須賀市立看護専門学校
- 神奈川衛生学園専門学校
- 横須賀法律行政専門学校

### 大学・短期大学
- 神奈川県立保健福祉大学
- 神奈川歯科大学
- 神奈川歯科大学短期大学部

### アメリカ軍立
DoDEA
- ザ・サリヴァンズ小学校 (The Sullivans Elementary School)[21]
- ヨコスカシ中学校 (Yokosuka Middle School)[22]
- ナイル・C・キニック高等学校（英語版）

### 学校教育以外の施設
- 防衛大学校（防衛省の施設等機関）
- 陸上自衛隊高等工科学校 （卒業生は高等学校卒業資格授与）

## 文化系施設

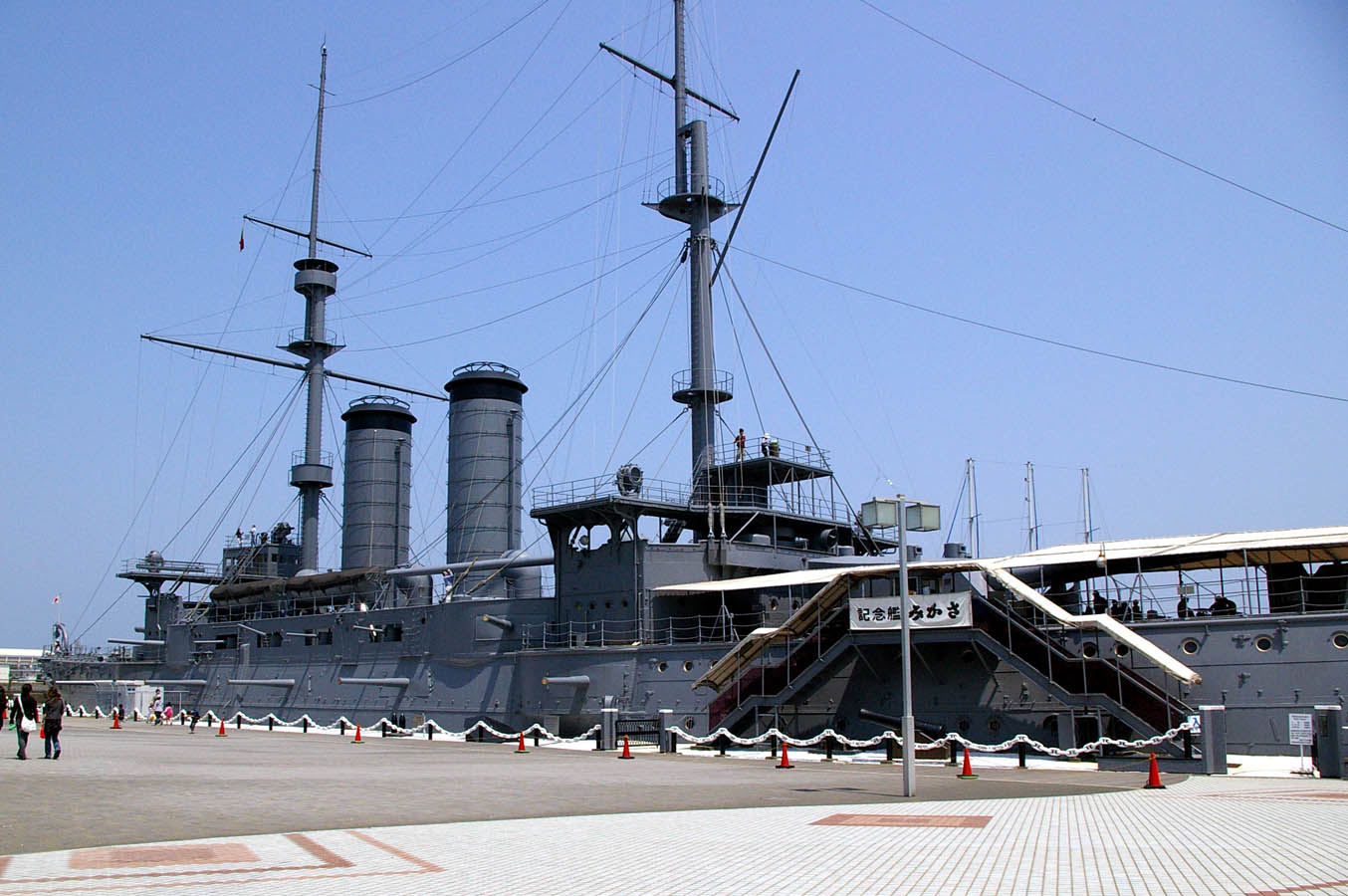
三笠公園の記念艦三笠

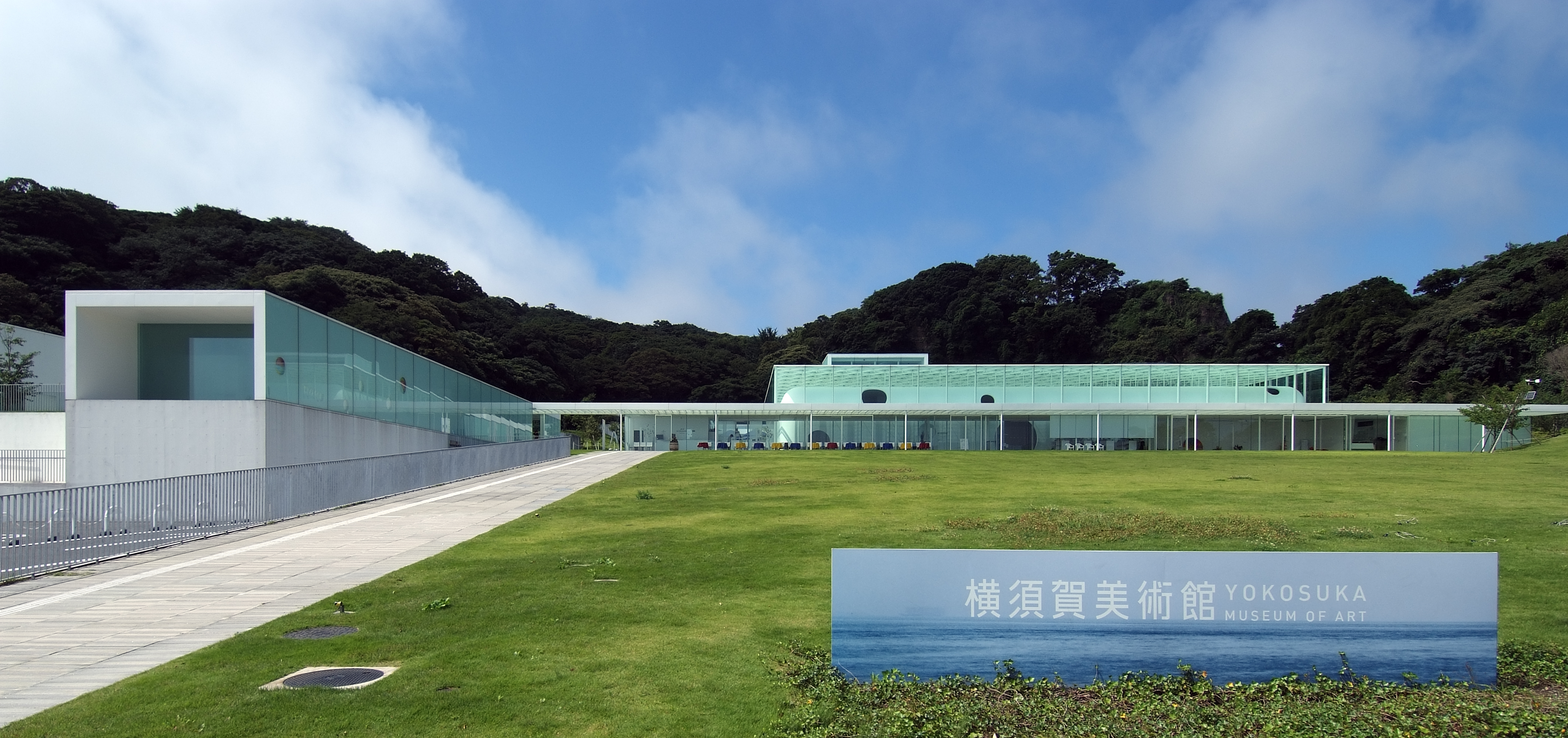
横須賀美術館

### 美術館
- 横須賀美術館
  - 谷内六郎館
- カスヤの森現代美術館

### 博物館
- 観音崎自然博物館
- 横須賀市自然・人文博物館
- ヴェルニー記念館
- よこすか近代遺産ミュージアム ティボディエ邸
- 記念艦三笠
- ペリー記念館
- 赤星直忠博士文化財資料館
- 横須賀市天神島臨海自然教育園・天神島ビジターセンター

### 図書館
- 横須賀市立図書館（中央図書館ほか）
- コロボックルの小径・コロボックル野外図書館

## 通信

### 郵便
市内の集配業務は以下の5集配局が管轄する。
- 田浦郵便局：「237-00xx」
- 横須賀郵便局：「238-00xx」
- 長井郵便局：「238-03xx」
- 久里浜郵便局：「239-08xx」
- 葉山郵便局（葉山町内）：「240-01xx」

#### 郵便局
下記のうち、集配局は横須賀郵便局、久里浜郵便局、長井郵便局、田浦郵便局である。なお、葉山町にある葉山郵便局の集配地域が存在する。
- 横須賀郵便局（02003）
- 久里浜郵便局（02005）
- 横須賀上町北郵便局（02038）
- 長井郵便局（02041）
- 横須賀逸見郵便局（02045）
- 横須賀米が浜通郵便局（02046）
- 横須賀大津郵便局（02087）
- 横須賀上町郵便局（02099）
- 横須賀秋谷郵便局（02120）
- 横須賀汐入郵便局（02122）
- 横須賀安浦郵便局（02135）
- 横須賀不入斗郵便局（02147）
- 横須賀浦賀郵便局（02148）
- 横須賀新町郵便局（02158）
- 横須賀武郵便局（02163）
- 横須賀船越郵便局（02176）

- 横須賀佐野町郵便局（02184）
- 横須賀鴨居郵便局（02209）
- 横須賀坂本郵便局（02213）
- 追浜郵便局（02214）
- 横須賀三春郵便局（02223）
- 北下浦郵便局（02226）
- 横須賀長浦郵便局（02231）
- 横須賀浦郷郵便局（02235）
- 横須賀馬堀海岸郵便局（02246）
- 武山郵便局（02255）
- 横須賀佐野南郵便局（02266）
- 横須賀津久井郵便局（02278）
- 田浦郵便局（02288）
- 横須賀三春西郵便局（02316）
- 横須賀本浦郵便局（02317）
- 横須賀池上郵便局（02344）

- 横須賀公郷郵便局（02404）
- 横須賀鶴が丘郵便局（02445）
- 横須賀浦賀一郵便局（02485）
- 横須賀長坂郵便局（02498）
- 横須賀森崎郵便局（02525）
- 横須賀金谷郵便局（02560）
- 横須賀野比郵便局（02575）
- 北久里浜郵便局（02589）
- 横須賀かもめ団地内郵便局（02594）
- 横須賀ハイランド郵便局（02606）
- 横須賀鷹取台郵便局（02621）
- 横須賀森崎四郵便局（02689）
- 横須賀岩戸郵便局（02697）
- 横須賀粟田簡易郵便局（02710）
- 横須賀走水簡易郵便局（02717）

### 電話番号
市内全域が横須賀MAに属する。市外局番および市内局番合わせての頭4桁は046-8xxであり、横須賀市・三浦市・逗子市・三浦郡葉山町で共通である。

### マスメディア
- 横須賀FM放送 (コミュニティFM:78.50MHz)
- 神奈川新聞社横須賀支社
- 読売新聞社横須賀支局
- 朝日新聞社横須賀支局
- 毎日新聞社横須賀通信部
- タウンニュース社横須賀編集室（フリーペーパー）

## 交通

### 鉄道
東日本旅客鉄道（JR東日本）
 横須賀線
- - 田浦駅 - 横須賀駅 - 衣笠駅 - 久里浜駅

京浜急行電鉄（京急）
 本線
- - 追浜駅 - 京急田浦駅 - 安針塚駅 - 逸見駅 - 汐入駅 - 横須賀中央駅 - 県立大学駅 - 堀ノ内駅 - 京急大津駅 - 馬堀海岸駅 - 浦賀駅

 久里浜線
- 堀ノ内駅 - 新大津駅 - 北久里浜駅 - 京急久里浜駅 - YRP野比駅 - 京急長沢駅 - 津久井浜駅 -

### 路線バス
- 京浜急行バス
  - 衣笠営業所・久里浜営業所・追浜営業所
- ハマちゃんバス
  - 横須賀市追浜地区で、市内のタクシー事業者が横須賀市より委託を受けて運営しているコミュニティバス。2012年2月より運行開始。追浜地区の高台の住宅地と追浜駅などを結ぶ[23]。

### 高速バス
- JR横須賀駅前 - 京急横須賀中央駅前 - 大阪駅前（桜橋ロJR線高架下）- 湊町バスターミナル（OCAT）- 南海なんば高速バスターミナル（南海バス、和歌山バスの共同運行）
- 横浜駅東口（YCAT） - 横須賀西地区（衣笠IC経由、京浜急行バスが運行[24]
- YCAT - 湘南国際村 （逗子IC経由、京浜急行バスが運行[25]

### 道路
- 高速道路
  - 横浜横須賀道路（国道16号）：横須賀IC - 衣笠IC - 佐原IC - 浦賀IC - 馬堀海岸IC
  - 三浦縦貫道路（神奈川県道26号横須賀三崎線）：三浦縦貫道衣笠入口交差点 - 衣笠IC - 三浦縦貫道林入口
  - 神奈川県道28号本町山中線（旧・本町山中有料道路）
- 一般国道
  - 国道16号、国道134号、国道357号（未開通）
- 主要地方道
  - 県道24号 横須賀逗子線
  - 県道25号 横須賀停車場線
  - 県道26号 横須賀三崎線
  - 県道27号 横須賀葉山線
- 一般県道
  - 県道208号 浦賀港線
  - 県道209号 観音崎環状線
  - 県道210号 浦賀港久里浜停車場線
  - 県道211号 久里浜港久里浜停車場線
  - 県道212号 久里浜港線
  - 県道213号 佐島港線
  - 県道214号 武上宮田線
  - 県道217号 逗子葉山横須賀線

### 港湾
- 横須賀港
  - 長浦港
  - 久里浜港
  - 浦賀港 - 浦賀の渡し

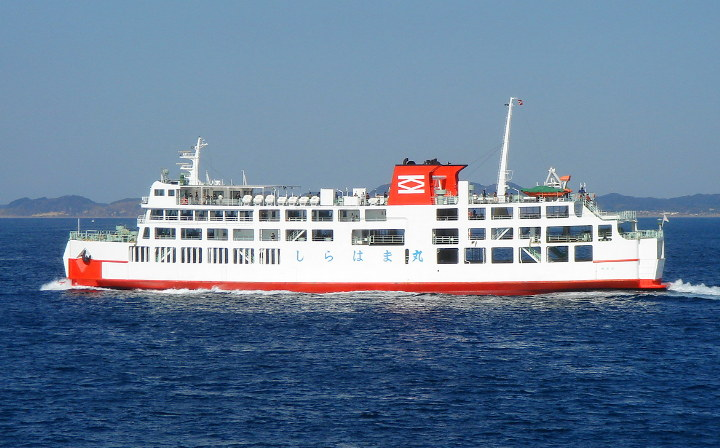
東京湾フェリー

    - 東京湾フェリー - 久里浜港と千葉県富津市の金谷港を結ぶ。
    - 東海汽船 - 久里浜港と伊豆大島などを結ぶジェットフォイル。
    - シャトル・ハイウェイライン - 横須賀新港と大分県大分市大分港を結んでいたフェリー。2007年に廃止。
    - 東京九州フェリー - 横須賀新港と福岡県北九州市門司区新門司港を結ぶフェリー。2021年7月1日より運航中
    - トライアングル (海運) - YOKOSUKA 軍港めぐりや猿島への渡し船を運営。

漁港については#漁業を参照。

#### 姉妹港
- ロサンゼルス港、ロングビーチ港（アメリカ合衆国）
  - 1974年 横須賀港と姉妹港提携

### 航空灯台
- 横須賀 VOR/DME

## 名所・旧跡など

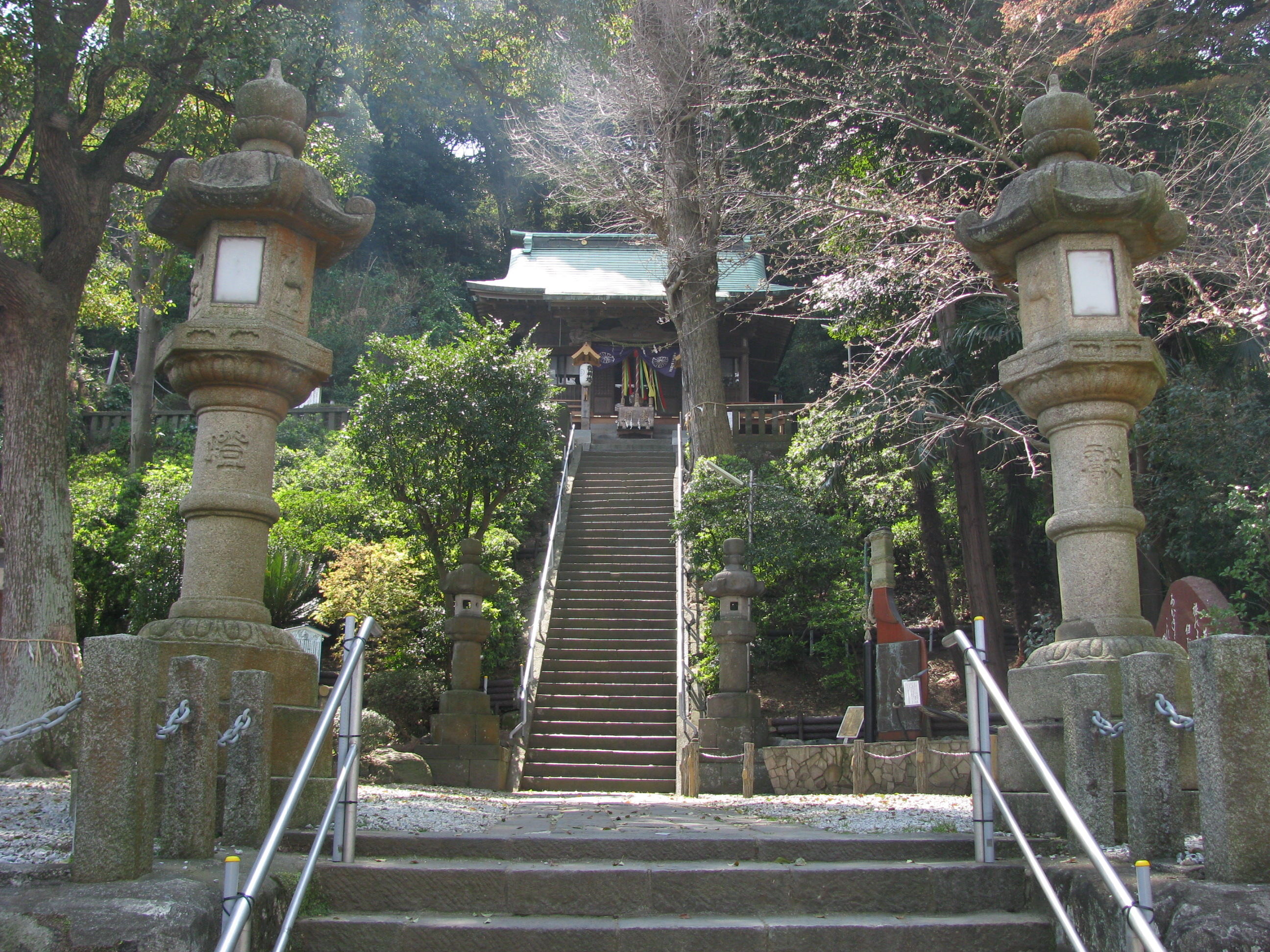
走水神社

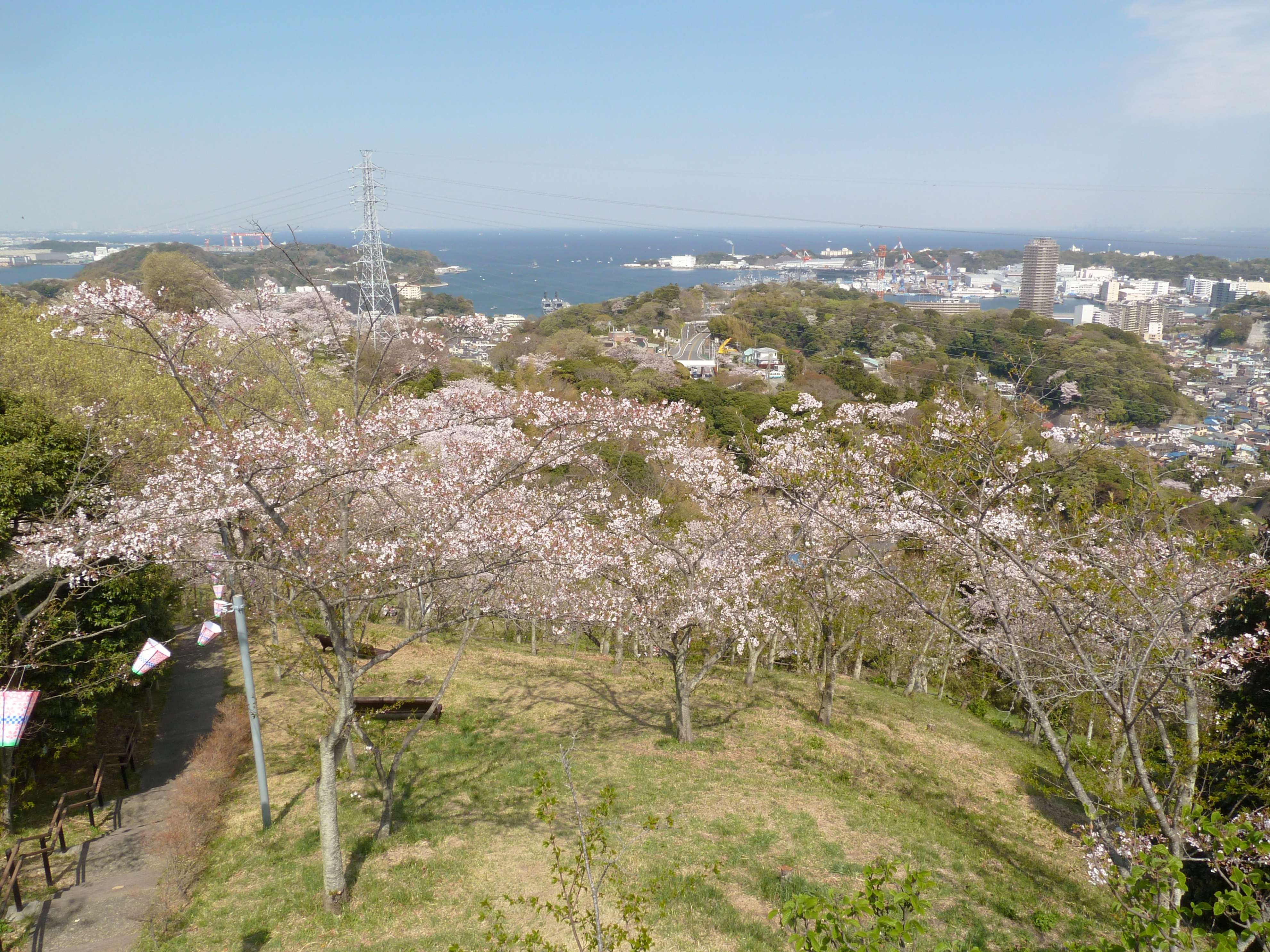
塚山公園

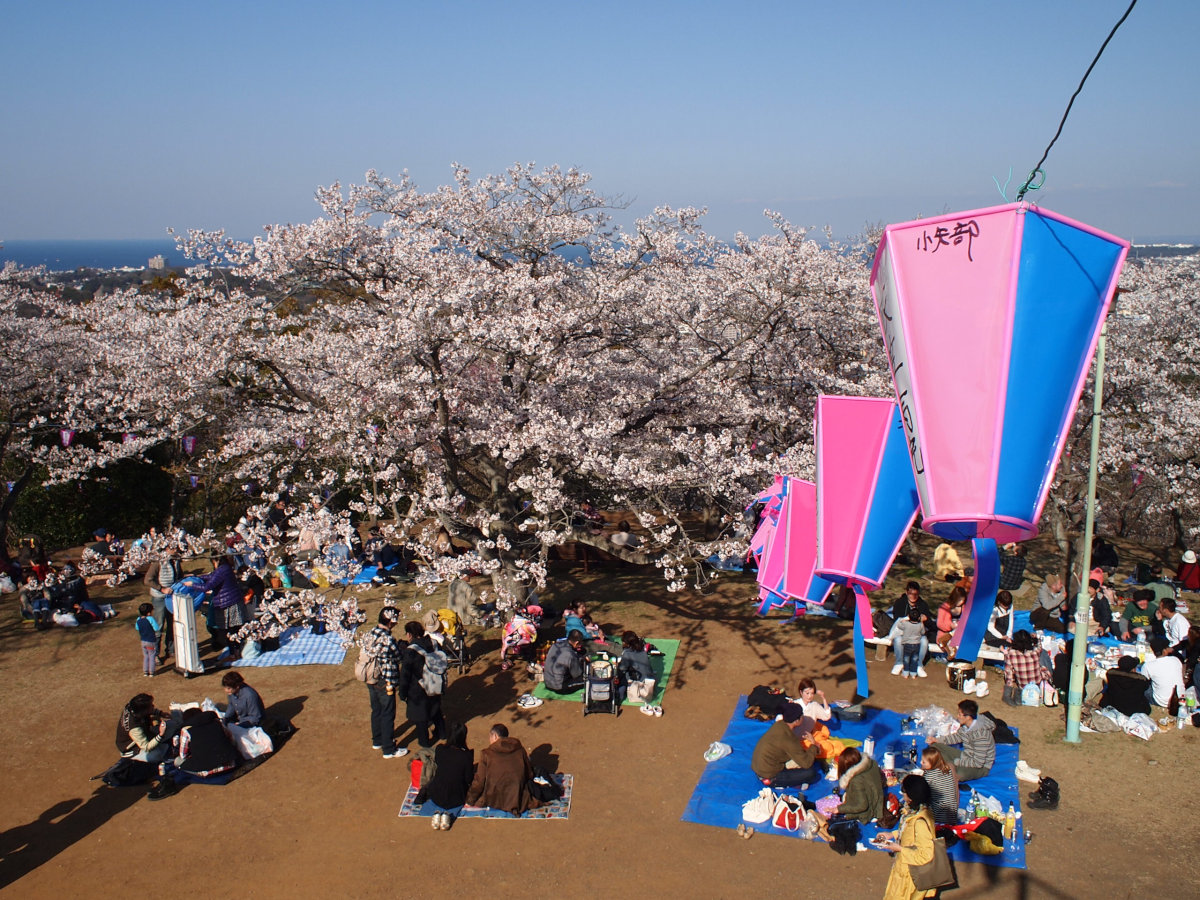
衣笠山公園

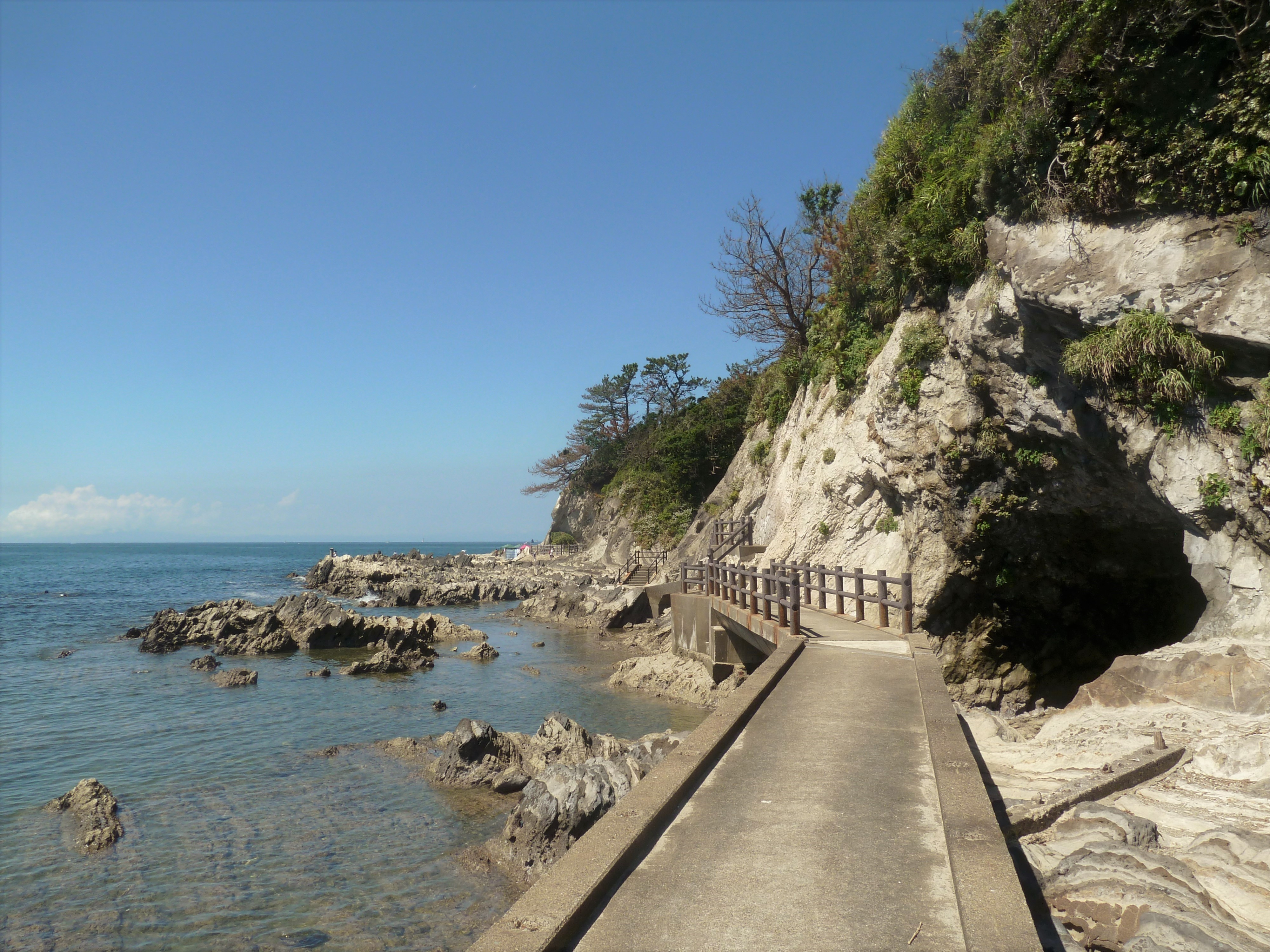
荒崎

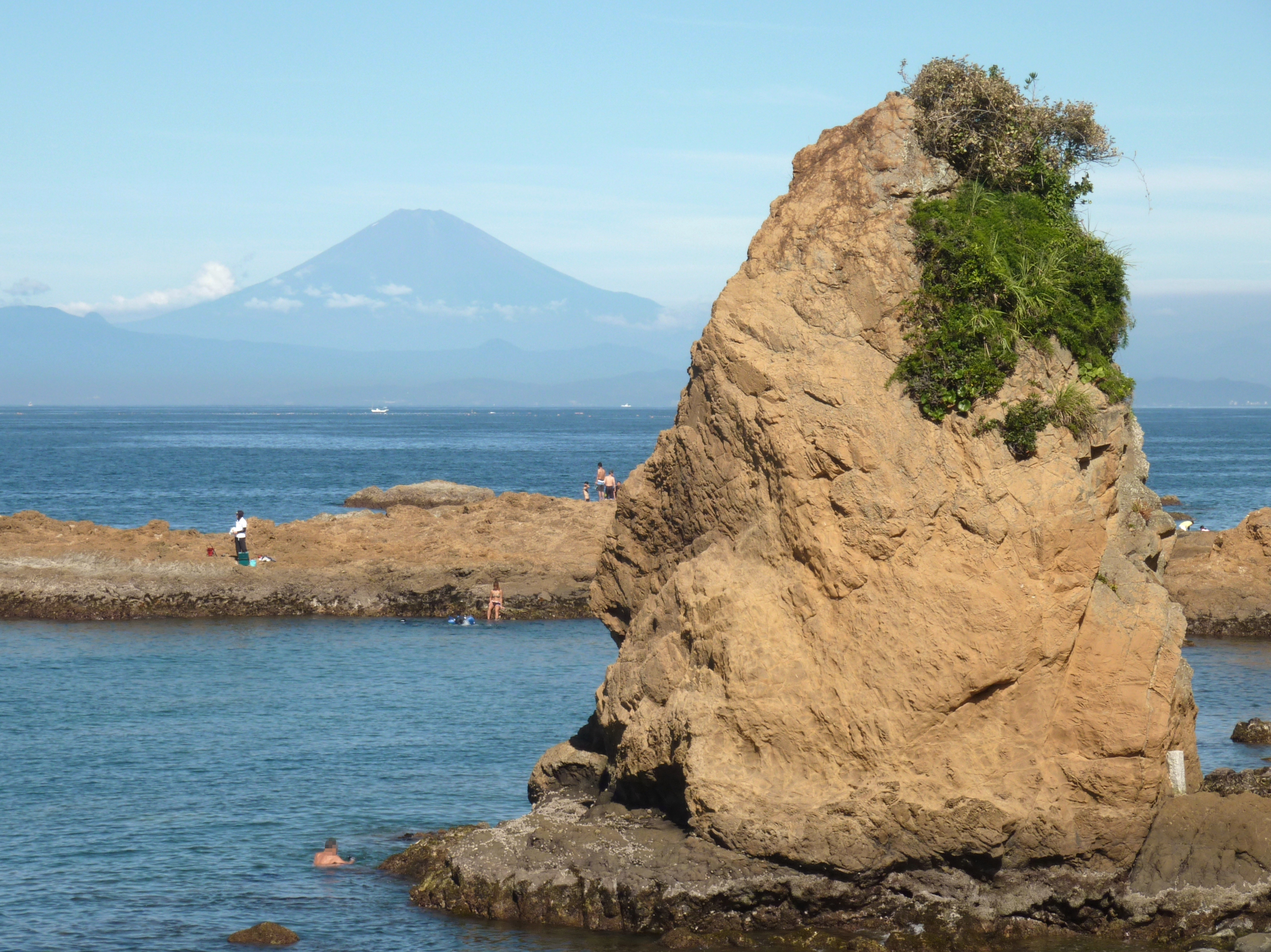
立石公園

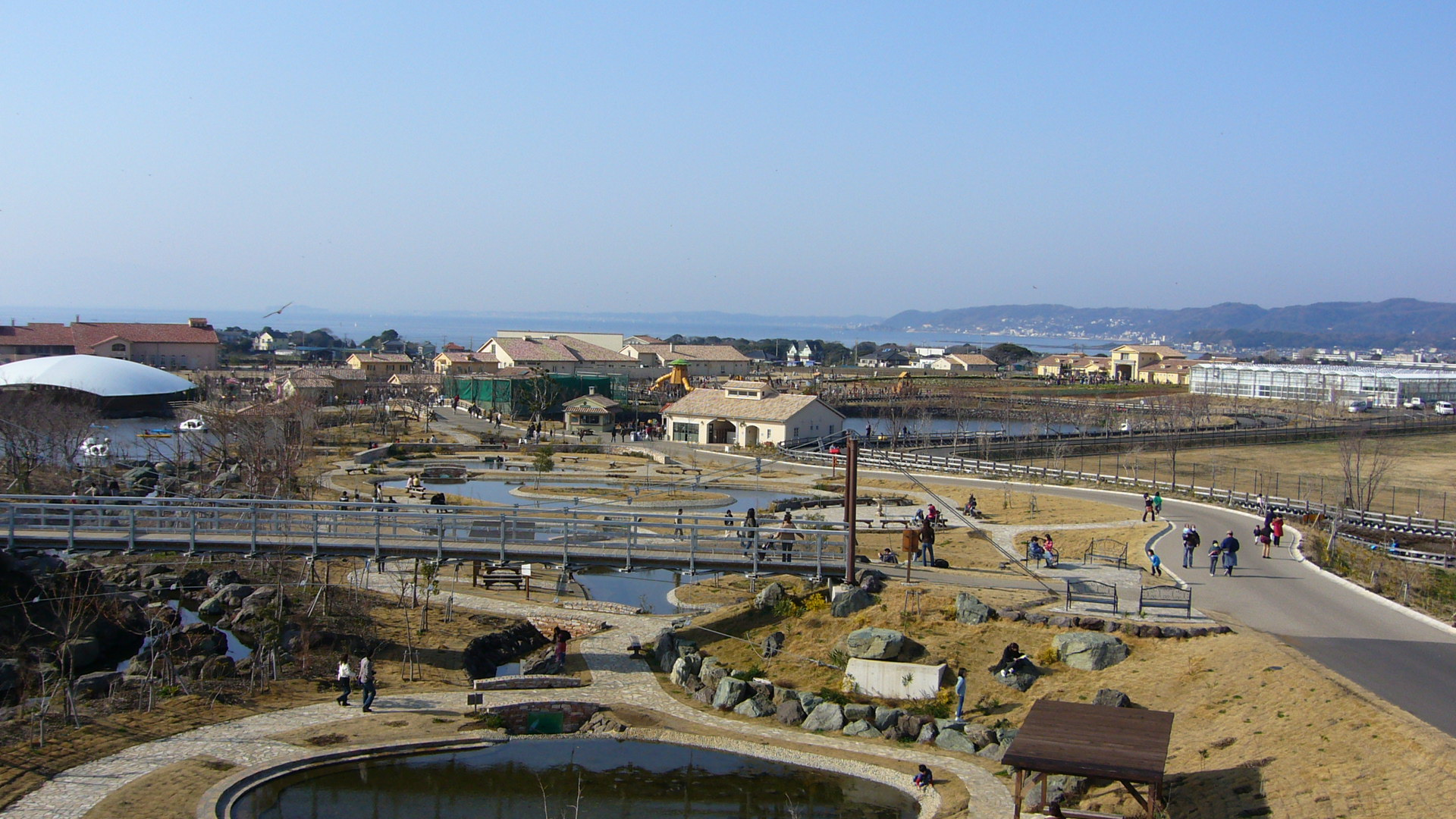
長井海の手公園 ソレイユの丘

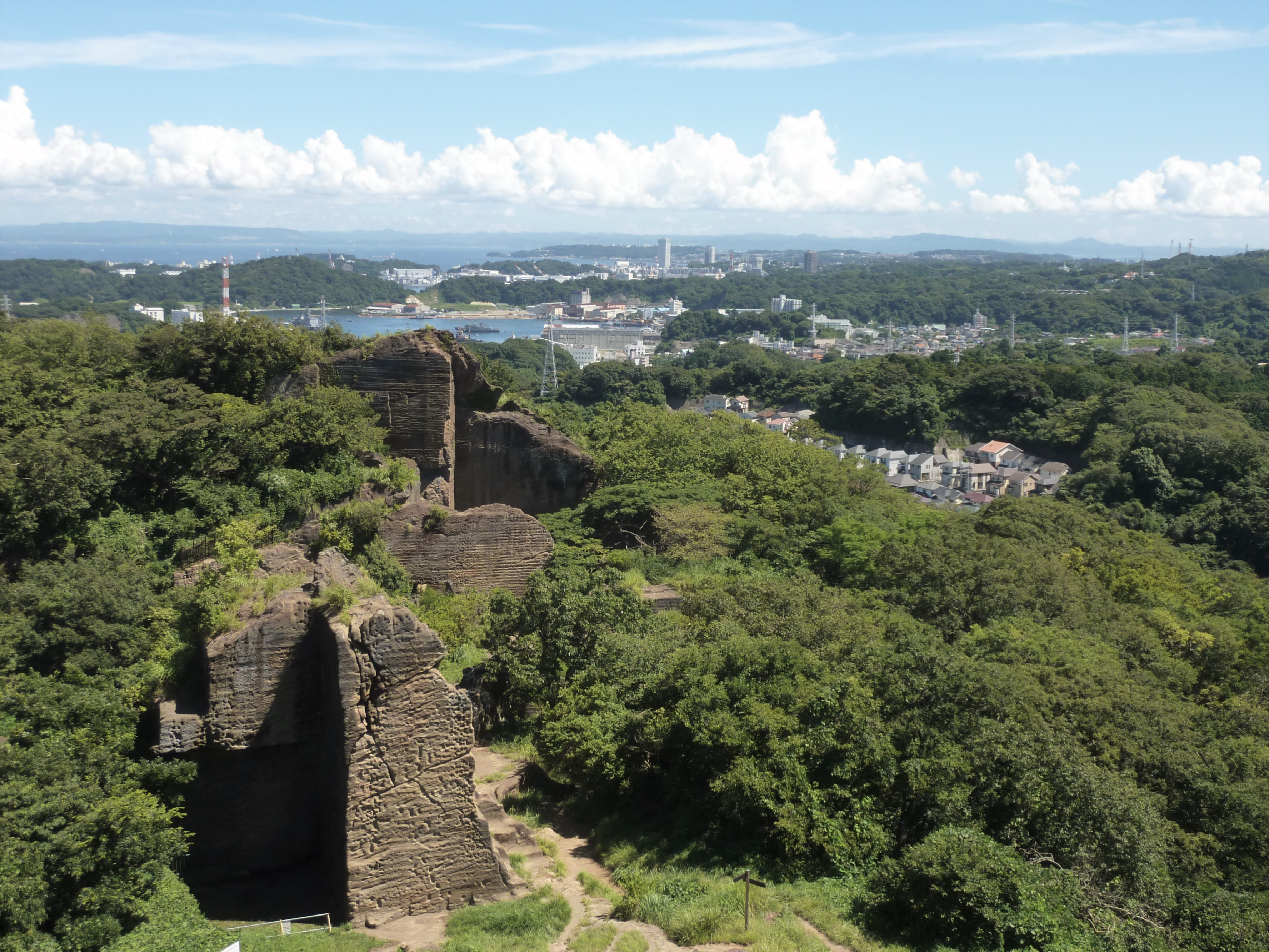
鷹取山から横須賀中心市街地方面を望む

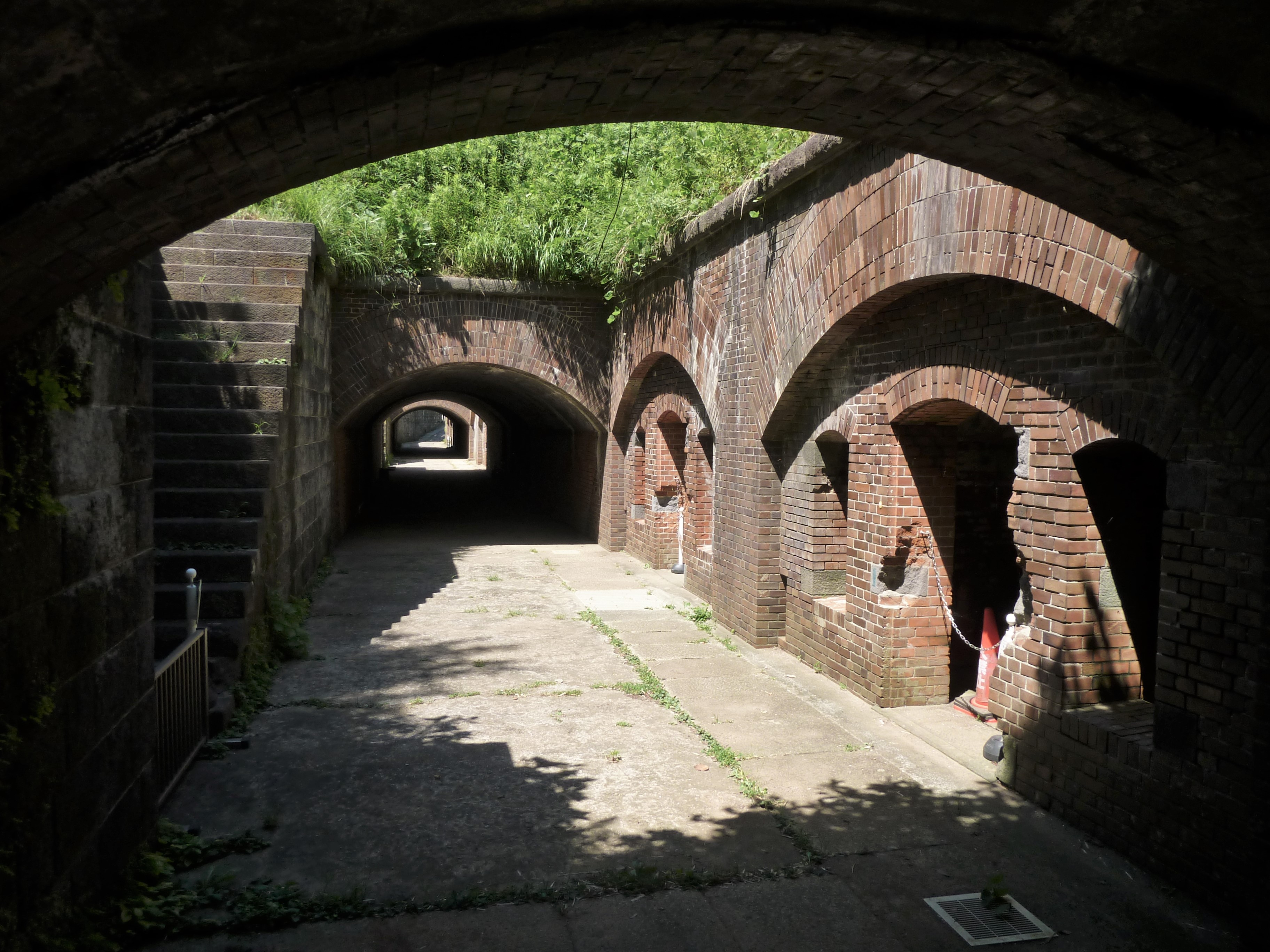
千代ケ崎砲台跡

### 神社
- 雷神社
- 鹿島神社
- 諏訪大神社
- 諏訪神社（横須賀諏訪神社）
- 春日神社
- 大津諏訪神社
- 安房口神社
- 走水神社
- 鴨居八幡神社
- 叶神社（西叶神社・東叶神社）
- 久里浜八幡神社
- 久里浜天神社
- 住吉神社（久里浜住吉神社）
- 十二所神社
- 淡島神社
- 熊野神社（長井熊野神社）

### レジャー・観光
- 猿島
- YOKOSUKA 軍港めぐり
- くりはま花の国
- 観音崎
- ペリー公園
- 三笠公園
- 横須賀市しょうぶ園
- 大楠山ハイキングコース
- 追浜公園・横須賀スタジアム
- 横須賀美術館
- カスヤの森現代美術館
- 田浦梅の里
- 十三峠
- 塚山公園
- 市役所前公園
- 平和中央公園
- ヴェルニー公園
- 海辺つり公園
- うみかぜ公園
- 走水ボードウォーク
- 根岸公園
- 神明公園
- 不入斗公園
- 陸軍桟橋（西浦賀緑地）
- 夏島貝塚
- 衣笠城跡
- 衣笠山公園（日本さくら名所100選）
- 光の丘水辺公園
- 太田和つつじの丘
- 荒崎公園
- 立石公園
- 秋谷海岸
- 長井海の手公園 ソレイユの丘
- どぶ板通り
- はまゆう公園
- ポートマーケット
- 鷹取山
- 三浦富士・武山ハイキングコース
- 三浦アルプス
- 津久井浜観光農園
- 津久井浜海水浴場
- 長者ヶ崎
- 燈明堂
- 天神島
- 千代ケ崎砲台跡
- 田戸台分庁舎（旧横須賀鎮守府司令長官官舎）

### 祭り
- 武山初不動（1月）
- 田浦梅林祭り（2月）
- よこすかキッズフェスティバル（2月）
- のたろんフェア（2月）
- ドブ板バザール（2, 5, 7, 11月）
- 船越南郷公園桜まつり（3, 4月）
- 塚山公園さくら祭（3, 4月）
- 衣笠さくら祭（3, 4月）
- 桜の散策　走水水源地（3, 4月）
- うわまち浪漫さくら祭り（3, 4月）
- 日米親善よこすかスプリングフェスタ（3月）
- 武山つつじ祭り（5月）
- よこすかカレーフェスティバル（5月）
- よこすかYYのりものフェスタ（6月）
- よこすか開国祭（8月）
- 横須賀トモダチジャズ（11月）
- よこすかシーサイドマラソン（11月）
- よこすかカウントダウン（12月）[26]

### その他
- 神奈川歯科大学のジャカランダ

## 横須賀を本拠地とするスポーツチーム
- 横浜DeNAベイスターズ (ファーム)（旧名:湘南シーレックス）
- 日産自動車硬式野球部（横浜DeNAベイスターズ二軍とも交流戦を行っていた。2009年（平成21年）度で休部したが、2025年（令和7年）度より活動再開した。）
- 横浜F・マリノス（2005年（平成17年）度から横浜市に加えてホームタウンに認定。下部組織の練習会場に使用されている）

## 関係者

### 主な出身者

#### 政界・法曹界
- 小泉純一郎（元衆議院議員、第87 - 89代内閣総理大臣）
- 田川誠一（元衆議院議員、自治大臣、新自由クラブ代表）
- 小泉進次郎（衆議院議員、農林水産大臣、小泉純一郎の次男、小泉孝太郎の弟）
- 円より子（元参議院議員、日本新党組織委員長、新進党・明日の内閣法務・人権副大臣、政審人権部会長、民主党副代表、参院財政金融委員長）
- 牧島かれん（衆議院議員、デジタル大臣）
- 初鹿野裕樹（参議院議員）
- 田川亮三（元三重県知事）
- 浅羽義里（神奈川県副知事、横浜新都市センター取締役）
- 木村良二（弁護士、日本弁護士連合会副会長、関東弁護士会連合会理事長）
- 坂本堤（弁護士、自由法曹団員。オウム真理教幹部などによって殺害される→坂本堤弁護士一家殺害事件）
- 大津綾香（政治活動家、元タレント）

#### マスコミ
- 相川浩（フリーアナウンサー、元NHKアナウンサー）
- 飯田浩司（ニッポン放送アナウンサー）
- 石川顕（元TBSアナウンサー）
- 宇内梨沙（TBSアナウンサー）
- 大和田新（フリーアナウンサー、元ラジオ福島アナウンサー）
- 川添麻美（元RKB毎日放送アナウンサー）
- 近藤雄介（フリーアナウンサー、元フジテレビアナウンサー）

- 齋藤慎太郎（TBSアナウンサー）
- 鈴木秀喜（新潟総合テレビアナウンサー）
- 高嶋ひでたけ（フリーアナウンサー、元ニッポン放送アナウンサー）
- 冨田憲子（フジテレビ報道記者・元アナウンサー）
- 廣瀬隼也（広島ホームテレビアナウンサー）
- 三上大樹（テレビ朝日アナウンサー）
- 山ノ井友司（元FM横浜アナウンサー）
- 横山太一（朝日放送テレビアナウンサー）

#### 芸能
- 相澤秀禎（サンミュージックプロダクション創立者・会長）
- 網倉一也（作詞家、作曲家）
- 五十嵐恵（元チェキッ娘）
- 石川晶（ドラマー）
- 石川梨華（元美勇伝、元モーニング娘。、元ドリームモーニング娘。）
- 石立鉄男（俳優）
- 伊藤一朗（ギタリスト、Every Little Thingメンバー）
- Tatsu（ヴァイオリニスト、NormCoreメンバー）
- 井上喜久子（声優）
- 井之脇海（俳優）
- 岩間沙織（女優・元セイントフォー）
- 上杉昇（歌手・元WANDS、al.ni.co）
- 太田有美（タレント）
- 楓（ダンサー、Happiness、E-girls）
- 加羽沢美濃（ピアニスト）
- 上地雄輔（タレント、歌手）
- 寛涼佐（ミュージカル俳優）
- 北乃きい（女優）
- 窪塚俊介（俳優）
- 窪塚洋介（俳優）
- 熊谷茶（お笑い芸人：ガリットチュウ）
- 小泉孝太郎（俳優）
- 斎藤守也・斎藤圭土（兄弟ピアノデュオレ・フレール）
- 坂詰美紗子（シンガーソングライター）
- 佐久間由衣（モデル・女優）
- 桜井千寿（タレント・女優）
- 三笑亭小夢（落語家）
- 真行寺恵里（歌手）
- 清水ゆう子（グラビアアイドル）

- 篠崎こころ（DJ、モデル、コスプレイヤー、元プティパ）
- 鈴木飛雄（俳優）
- 高崎かなみ（モデル・グラビアアイドル）
- 瀧川鯉丸（落語家）
- 田島令子（女優）
- チェルシーリナ（ファッションモデル）
- 中重雄（ザ・サーフコースターズ）
- 中川あゆみ（歌手）
- 東原亜希（タレント）
- hide（X JAPAN）
- 深野晴美（元オナッターズ）
- ブライアン（YouTuber）
- 堀内健（お笑い芸人：ネプチューン）
- 松田亮治（シンガーソングライター）
- 三宅弘城（俳優）
- 森田香央里（タレント）
- 盛本真理子（女優）
- 矢沢透（アリス・ドラム）
- 渡辺真知子（シンガーソングライター）
- 渡辺めぐみ（女優）
- 東愛美（モデル）
- BIG RON（ヒップホップシンガー）
- 橘ケンチ（EXILE、EXILE THE SECOND）
- TETSUYA（EXILE、EXILE THE SECOND）
- ふなっしー（タレント）
- Lynn[27]（声優）
- MEGWIN（コメディアン、YouTuber、株式会社MEGWIN TV 代表取締役社長）
- 田原俊彦（歌手）
- 真野すがた（元宝塚歌劇団花組男役）
- 山口百恵（元歌手）
- 山崎はるか（声優）
- ますぶちさちよ（フードファイター、タレント）
- RUEED（レゲエミュージシャン）

#### 芸術
- 芦奈野ひとし（漫画家）
- 市川孝典（現代美術家）
- 遠藤俊介（写真家）
- 川崎ヒロユキ（脚本家）
- 上村一夫（漫画家）
- 久米田康治（漫画家）
- 野島稔（ピアニスト）
- 鈴木慶江（ソプラノ歌手）
- 渡邊達徳（ヴァイオリニスト）
- 角田喜久雄（小説家）
- 東山むつき（漫画家）
- 平井和正（小説家）
- 最上壽之（彫刻家）
- 福本伸行（漫画家）
- 島田修二（歌人）
- 島田章三（洋画家）
- 佐藤さとる（児童文学作家）
- 宮武一貴（メカニックデザイナー、イラストレーター）
- 花形みつる（小説家）
- 青山正明（編集者・ライター）
- 吉野竜平（映画監督）
- ホリ・ヒロシ（人形作家、衣装デザイナー）

#### スポーツ

##### 野球
- 青山美夏人（プロ野球選手：埼玉西武ライオンズ）
- 秋山翔吾（プロ野球選手：広島東洋カープ）
- 今関勝（プロ野球選手：元日本ハムファイターズ）
- 北野洸貴（プロ野球選手：元東京ヤクルトスワローズ）
- 坂田遼（プロ野球選手：元埼玉西武ライオンズ）
- 高橋徹（プロ野球選手：元福岡ソフトバンクホークス）
- 竹之内雅史（プロ野球選手：元西鉄ライオンズ）
- 内藤雄太（プロ野球選手：元横浜DeNAベイスターズ）
- 早坂圭介（プロ野球選手：元千葉ロッテマリーンズ）
- 水上善雄（プロ野球選手：元ロッテオリオンズ）
- 森笠繁（プロ野球選手：元横浜ベイスターズ、現広島東洋カープコーチ）
- 山本賢寿（プロ野球選手：元読売ジャイアンツ）

##### サッカー
- 池田航（プロサッカー選手：EDO ALL UNITED）
- 石川直宏（元プロサッカー選手：FC東京、横浜F・マリノス）
- 石川貢（元フットサル選手・サッカー選手：湘南ベルマーレフットサルクラブなど）
- 伊東純也（プロサッカー選手：KRCヘンク）
- 大久保哲哉（サッカー選手：FIFTY CLUB）
- 柴崎貴広（プロサッカー選手：東京ヴェルディ）
- 鈴木達也（元プロサッカー選手：柏レイソル、FC東京など）
- 鈴木智子（元女子サッカー選手：TASAKIペルーレFC、INAC神戸レオネッサなど）
- 谷口博之（元プロサッカー選手：川崎フロンターレ、サガン鳥栖など）
- 寺田周平（元プロサッカー選手：川崎フロンターレ）
- 内藤友康（サッカー選手：東邦チタニウムサッカー部）
- 長倉颯（プロサッカー選手：ラインメール青森）
- 中村帆高（プロサッカー選手：FC東京）
- 早坂優（元女子サッカー選手：東京電力女子サッカー部マリーゼ）
- 福田健介（サッカー選手：おこしやす京都AC）
- 前田尚輝（サッカー選手：いわきFC）
- 山本絵美（女子サッカー選手：ニッパツ横浜FCシーガルズ）

##### バスケットボール
- 蒲谷正之 - プロバスケットボール選手
- 君塚大輔 - プロバスケットボール選手
- 立川真紗美（バスケットボール）
- エリエット・ドンリー - プロバスケットボール選手
- 町田洋介 - プロバスケットボール選手

##### 格闘技・武道・相撲
- 廣川泰三（元大相撲力士）
- 葉山健治（元大相撲力士）
- 宇野薫（総合格闘家）
- 小谷直之（総合格闘家）
- 中尾受太郎（総合格闘家）
- 鈴木国博（空手家）
- 保住直孝（元プロボクサー）

- 大和心（元プロボクサー）
- 竹迫望美（元プロレスラー）
- 横須賀ススム（プロレスラー）
- 滝澤大志（プロレスラー）
- 猪熊功（柔道家）
- 吉成名高（ムエタイ選手）

##### その他
- 越谷章（バレーボール選手）
- 髙山樹里（ソフトボール）
- 西山麗（ソフトボール）
- 大内麻由美（プロダーツプレーヤー）
- 池崎祐介（中央競馬元騎手）
- 山口貴久（車いすラグビー選手）
- 藤原進之介（予備校講師・作家）

### 学究
- 水越祐一（気象予報士）
- 天達武史（気象予報士）
- 佐藤大介（気象予報士）
- 潮木守一（教育社会学者）
- 門倉貴史（経済学者）
- 大澤裕（刑事訴訟法学者、東京大学教授）
- 竜嵜喜助（民事訴訟法学者）
- 新倉貴士（経営学者、法政大学教授）
- 澤登佳人（法学者、新潟大学名誉教授）
- 真壁昭夫（経済学者、法政大学大学院教授）
- 赤星直忠（考古学者）
- 岡本勇（考古学者）
- 野口定男（哲学者）
- 伊藤博（国文学者、大妻女子大学名誉教授）

#### 実業家
- 相澤秀禎（サンミュージックプロダクション創業者）
- 飯島彰己（三井物産代表取締役会長）
- 石渡恒夫（京浜急行電鉄社長、日本民営鉄道協会会長）
- 伊藤邦男（元テレビ朝日社長・会長・相談役)
- 岡本伝之助（元さいか屋会長）
- 榊原定征（元東レ特別顧問）
- 佐藤茂雄（元京阪電気鉄道最高顧問）
- 原田一之（京浜急行電鉄社長）
- 水品浩（元日本アイ・ビー・エム社長）

#### その他の分野
- 河口俊彦（将棋棋士）
- 斎田晴子（女流棋士）
- 大住良之（サッカージャーナリスト）
- 小関順二（スポーツライター）
- 関口哲平（選挙プロデューサー）
- 池田健三郎（経済評論家・政策ジャーナリスト）
- 内藤知周（社会運動家）
- ハリー・B・ハリス・ジュニア（アメリカ海軍海軍大将）
- 茶木滋（めだかの学校の作詞家）
- 佐久間一（統合幕僚会議議長）
- 齋藤隆（統合幕僚長）

### 横須賀に縁の有る有名人
- 三浦按針（ウィリアム・アダムス） - 1600年（慶長5年）に日本へ漂着し、後に江戸幕府の外交顧問となった。塚山公園に史跡指定となった墓がある。
- レオンス・ヴェルニー - 横須賀造兵廠建設責任者。JR横須賀駅近くにヴェルニー公園がある。
- 小栗忠順 - 横須賀造船所の計画者
- 前島密 - 日本の官僚、政治家。日本の近代郵便制度の創設者の一人。横須賀市芦名にて没。芦名の浄楽寺に墓所がある。
- 楢崎龍 - 通称おりょう。坂本龍馬の妻。龍馬の死後、横須賀に移り住み、横須賀で没した。市内大津の信楽寺に墓所があり、住んでいた米が浜には「おりょう会館」がある。
- 芥川龍之介 - 海軍機関学校の嘱託教官（担当は英語）として横須賀市に赴任。汐入に下宿した。
- 井上成美 - 海軍軍人。晩年横須賀市長井で暮らした。
- 團伊玖磨 - 作曲家。晩年横須賀市秋谷に暮らした。1967年（昭和42年）横須賀市歌を作曲。
- 立原正秋 - 作家。少年期を横須賀で過ごした。横須賀市立商業学校卒。
- 小柴昌俊 - ノーベル物理学賞受賞者。少年時代を横須賀で暮らした。県立横須賀中学校卒業。横須賀市名誉市民第一号。
- 川村エミコ（芸人、たんぽぽ） - 横須賀の高校に通っていた。
- 舞田敏彦 - 社会統計学者。横須賀市在住。
- 谷内六郎 - 画家。観音崎公園の近くにアトリエを構えていた。

※ 1989年のドブ板通り改修に際し、これら出身者およびゆかりある人物18名の手形のレリーフが路面に埋め込まれた。

## 横須賀を舞台にした作品

### 文芸
- 病牀六尺（1902年、正岡子規）
- 草迷宮（1908年、泉鏡花）
- 蜜柑 （1919年、芥川龍之介）
- 進水式 （1929年、寒川鼠骨）
- わんぱく天国 按針塚の少年たち （1970年、佐藤さとる）
- 坂の上の雲 （1972年、司馬遼太郎）
- 血族 （1979年、山口瞳）
- 井上成美（1992年、阿川弘之）
- 星のダンスを見においで[28] （1993年、笹本祐一）
- 「三浦半島記」街道をゆく（1998年、司馬遼太郎）
- 翳りゆく夏（2003年、赤井三尋）
- 海の底 （2005年、有川浩）
- 流星の絆（2006年、東野圭吾）
- Route 134（2007年、吉野万理子）

### 映画
- 豚と軍艦 （1961年、日活、今村昌平監督）
- メカゴジラの逆襲 （1975年、東宝、本多猪四郎監督）
- 横須賀男狩り 少女・悦楽 （1977年、日活、藤田敏八監督）
- あの夏、いちばん静かな海。 （1991年、東宝、北野武監督）
- 赤と黒の熱情 （1992年、東映、工藤栄一監督）
- すももももも （1995年、パル企画配給、今関あきよし監督）
- 竜馬の妻とその夫と愛人 （2002年、東宝、市川準監督）
- そのときは彼によろしく （2007年、東宝、平川雄一朗監督）
- ガマの油 （2009年、ファントム・フィルム、役所広司監督・主演）
- BECK （2010年、松竹、堤幸彦監督）
- スカブロ （2017年、トンネルフィルムズ、矢城潤一監督）
- 父と僕の終わらない歌 （2025年、日活＝ソニー・ピクチャーズ エンタテインメント、小泉徳宏監督）

### テレビドラマ
- ポニーテールはふり向かない （1985年、TBS・大映テレビ）
- 二十歳の約束 （1992年、フジテレビ）
- 土曜ワイド劇場 警察署長 浮かばない死体の謎 （1997年、テレビ朝日・東映）
- L×I×V×E （1999年、TBS）
- ディア・フレンド （1999年、TBS）
- サスペンススペシャル 警察署長 殺意のウェディングベル （2001年、テレビ朝日）
- 流星の絆（2008年、TBS）
- 美しい隣人（2011年、関西テレビ・MMJ）舞台の「美空野町」は湘南佐島なぎさの丘。
- 仰げば尊し（2016年、TBS・東宝）
- 釣りバカ日誌（2015年・Season2 2017年・テレビ東京）　主人公の浜崎伝助（ハマちゃん）の住所が汐入である事がSeason2の話で明らかになる。また浜崎伝助と鈴木一之助（スーさん）が普段釣り場に使うスポットとして使用されるのが鴨居2丁目にある鴨居港である。
- ワンダーハッチ -空飛ぶ竜の島-（2023年、スター・hulu（米国内向け））

### ご当地ソング
- 横須賀ストーリー、I CAME FROM 横須賀、横須賀サンセット・サンライズ （山口百恵）
- 港のヨーコ・ヨコハマ・ヨコスカ （ダウン・タウン・ブギウギ・バンド）
- ブルーライト ヨコスカ （Mi-Ke）
- 横須賀BABY （横浜銀蝿）
- よそゆき顔で （松任谷由実、歌詞に「観音崎の歩道橋」が登場する）
- タイガー&ドラゴン （クレイジーケンバンド）
- ヨコスカン・ショック （クレイジーケンバンド）
- ヨコスカン・ミラクル （クレイジーケンバンド）
- ヨコスカ慕情 （クレイジーケンバンド）
- スカジャン・ブルース （クレイジーケンバンド）
- そんなヒロシに騙されて （サザンオールスターズ、高田みづえ、ジューシィ・フルーツ）
- ヨコスカ・バーニング・ナイト、ヨコスカ・マンボ （上々颱風）
- Welcome To Yokosuka （渡辺真知子、アルバム曲）
- トランジスタGガール（TOKIO）
- ビールを飲もう！横須賀の街で（矢口壹琅）
- Good-bye 横須賀（網倉一也）
- 追浜フィーリンダウン （ASIAN KUNG-FU GENERATION）
- 横浜横須賀道路 (feat. 横山剣 CRAZY KEN BAND) （Home Grown）

### 漫画
- B・B（1985年 - 1991年、石渡治）
- チャイルド★プラネット（1996年 - 1997年、永福一成）
- ヨコハマ買い出し紀行（1994年 - 2006年、芦奈野ひとし）- 横須賀中央、衣笠、馬堀海岸、大楠山、横須賀火力発電所の煙突など市内各地が登場。
- ジパング（2000年 - 2009年、かわぐちかいじ）- 主人公の乗船するイージス艦みらいの母港。
- カブのイサキ（2007年 -、芦奈野ひとし）
- あおざくら 防衛大学校物語（2016年 - 、二階堂ヒカル） - 走水にある防衛大学校を舞台とした作品。
- スローループ（2018年 - 、うちのまいこ）

### アニメ
- B・B（1990年、OVA） - 原作漫画をアニメ化。
- ヨコハマ買い出し紀行（1998年と2002年 - 2003年、OVA） - 原作漫画をアニメ化。
- ジパング（2004年、TBS系） - 原作漫画をアニメ化。
- つよきす Cool×Sweet （2006年、UHFアニメ） - 恋愛アドベンチャーゲーム「つよきす」のアニメ化作品。作品の舞台「松笠市」のモデル。
- スカイガールズ （2007年、UHFアニメ） - ソニックダイバー隊の駐屯地が追浜にあるという設定。他に主人公らが横須賀中央に買い物に行くシーンが登場。
- たまゆら (アニメ)　（2010年、OVA）（2011年・2013年、AT-X他） - 主人公の沢渡楓が中学生まで過ごした物語の最初の舞台として汐入が登場。TVアニメ化を記念したイベントやタイアップ企画が市内各地で行われている[29][30]。
- ハイスクール・フリート　（2016年、BS11他） - 主人公たちが通う学校が横須賀にあるという設定。特にOVAではヴェルニー公園やどぶ板通りなど、横須賀市の名所が随所に登場する[31]。アニメとのタイアップ企画も催されている。
- スローループ　（2022年、AT-X他）-原作漫画をアニメ化。フライフィッシングのお店のモデルが都内だったりするが、主人公達の家や通っている学校、バイト先は横須賀市内のため、基本的には横須賀が物語の舞台となっている。アニメ化に伴い作中の舞台に使用されている市内各所にてタイアップ企画も行われている。

### ビデオゲーム
- シェンムー 一章横須賀 （1999年、セガ）
- Train Simulator Real THE 京浜急行 （2002年、音楽館）
- Monochrome（2004年、KID）
- つよきす （2005年、きゃんでぃそふと） - 作品の舞台「松笠市」のモデル
- サイキックハーツ （2014年、トミーウォーカー） - 2014年12月21日開催のリアルタイムイベント「武神大戦獄魔覇獄」及び同前哨戦の舞台
- 帝国海軍恋慕情〜明治横須賀行進曲〜（2015年、ディースリー・パブリッシャー）
- ソレヨリノ前奏詩 (2015年、minori)

## 横須賀が登場した作品

### 文芸
- ガリヴァー旅行記 （1726年、ジョナサン・スウィフト） - 設定ではガリヴァーが日本に上陸した地が観音崎だとされる。

### 映画
- ゴジラ （1954年、東宝、本多猪四郎監督）- ゴジラが日本に初上陸したのは、観音崎近くにあるたたら浜という海岸であるという俗説から。現在、足跡の石碑が残っている。実際にはゴジラが初上陸したのは大戸島という架空の島であり、本州に上陸したのも品川である。
- メカゴジラの逆襲 （1975年、東宝、本多猪四郎監督）- 横須賀をメカゴジラとチタノザウルスが襲撃する。
- あぶない刑事 （1987年、東映、長谷部安春監督）- TVシリーズからの劇場3部作の1作目。横須賀EMクラブなどが登場。
- またまたあぶない刑事 （1988年、東映、一倉治雄監督）- TVシリーズからの劇場版3部作の2作目。ボートハウスが登場。
- あぶない刑事フォーエバー THE MOVIE（1998年、東映、成田祐介監督）- 日本テレビ開局45周年記念作品。あぶない刑事フォーエバーTVスペシャル'98の続き。サブタイトルは「爆発」。
- 日本沈没 （2006年、東宝、樋口真嗣監督）
- キャッチ ア ウェーブ　（2006年、ワーナー・ブラザース映画、高橋伸之監督）
- シン・ゴジラ　(2016年、東宝、庵野秀明監督)
- シン・ウルトラマン　(2022年、東宝、樋口真嗣監督) - 横須賀をにせウルトラマンが襲撃する。

### アニメーション
- 新世紀エヴァンゲリオン（1995年 - 1996年、テレビ東京系列）‐セカンドインパクトの影響で水没した横須賀の代替として、小田原市の一部を『新横須賀』として再建
- ストライクウィッチーズ（2008年と2010年、UHFアニメ）
- セイクリッドセブン（2011年、MBS他）
- 蒼き鋼のアルペジオ -アルス・ノヴァ-（2013年、AT-X他）
- ろんぐらいだぁす!（2016年、TOKYO MX他）-第2話で三浦半島ツーリングとして京急の浦賀駅からスタートし、三浦半島の海沿いを進む。ゴールは江ノ島。[32]
- 南鎌倉高校女子自転車部（2017年、AT-X他）-第10話・第11話で自転車部初の輪行ツーリングとして三浦半島を選ぶ。スタートはJR横須賀駅で三笠公園〜馬堀海岸〜観音崎〜浦賀（巴、夏海、冬音は途中道を間違え東浦賀から浦賀の渡しで西浦賀へショートカットをする事になる）〜久里浜を経由し、ゴールは城ヶ島。

### テレビドラマ
- あぶない刑事 （1986年、日本テレビ・セントラルアーツ）－横須賀EMクラブが登場。
- 人間の証明 （2004年、フジテレビ）
- Mの悲劇 （2005年、TBS）
- おとなの夏休み （2005年、日本テレビ）
- 探偵学園Q （2006年、日本テレビ）- 猿島が登場。
- 坂の上の雲 (テレビドラマ)（2009年 - 2011年、NHK）

### ビデオゲーム
- FRONT MISSION3 （1999年、スクウェア）